# Рабство в Африці

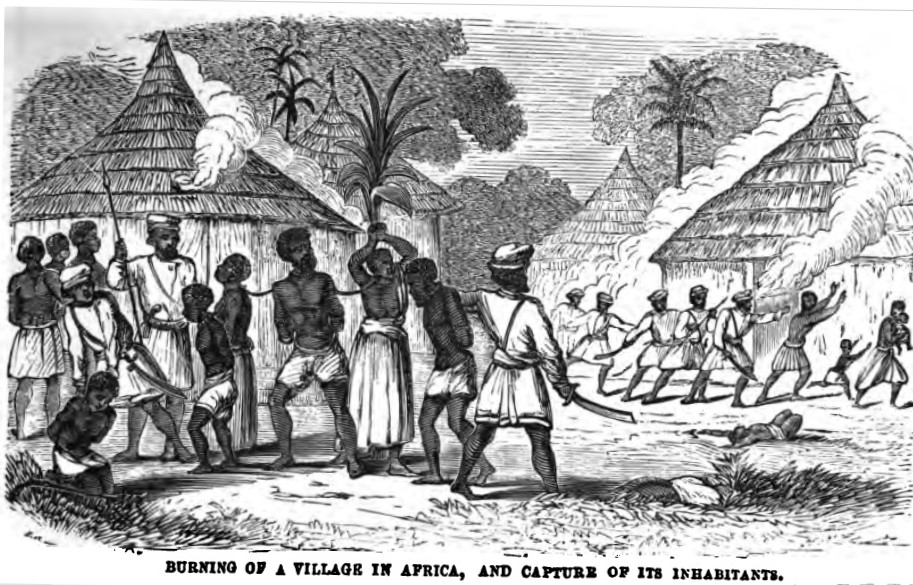
Спалення села в Африці та захоплення його мешканців (лютий 1859 р.)

Рабство в Африці відоме на континенті не тільки в минулому, але продовжує існувати і нині. Рабовласництво було поширеним в різних частинах Африки, як і в решті стародавнього та середньовічного світу. У багатьох африканських спільнотах, де раби становили більшість населення, вони наділялися певними правами, а не були майном власника. Коли почалася транссахарська, червономорська, індійськоокеанська та трансатлантична работоргівлі (яка розпочалася в XVI столітті), багато існуючих раніше місцевих африканських работорговельних систем почали постачати полонених на невільницькі ринки за межами Африки. Рабство в сучасній Африці все ще існує в деяких регіонах, попри те, що воно є незаконним.
У відповідній літературі африканське рабство класифікується на рабство корінних народів та експортне рабство, залежно від того, чи торгували рабами за межами континенту. Рабство в історичній Африці практикувалося в багатьох різних формах: боргове рабство, поневолення військовополонених, військове рабство, рабство для проституції та поневолення злочинців — все це практикувалося в різних частинах Африки. Рабство в домашніх і судових цілях було поширене по всій Африці. Плантаційне рабство також мало місце, головним чином на східному узбережжі Африки та в деяких частинах Західної Африки. Значення домашнього плантаційного рабства зросло протягом ХІХ століття. Через скасування атлантичної работоргівлі багато африканських держав, які залежали від міжнародної работоргівлі, переорієнтували свою економіку на легальну торгівлю, в якій використовувалася рабська праця.

## Форми рабства

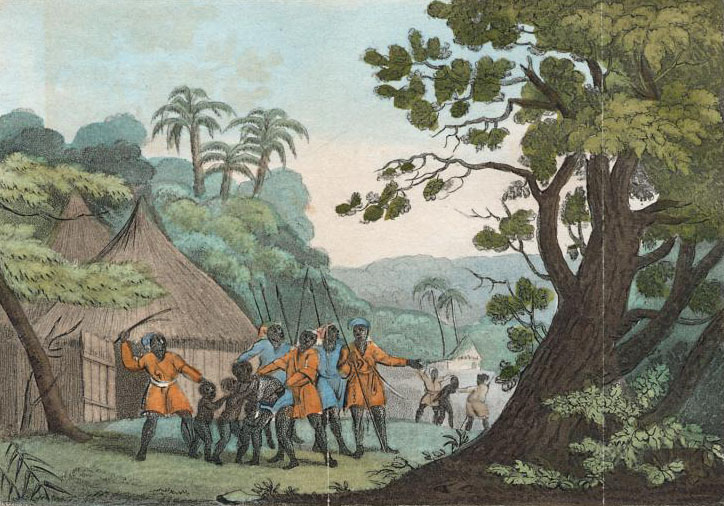
Полювання на рабів у королівстві Кайор на річці Сенегал. Мал. 1821 р

Численні форми рабства зустрічаються протягом всієї африканської історії. Крім використання місцевих форм, були послідовно запозичені система рабовласництва Стародавнього Риму, християнські принципи рабовласництва, ісламські принципи рабовласництва і відкрита трансатлантична работоргівля. Рабство було, різною мірою, частиною економіки багатьох африканських країн протягом кількох століть. Ібн Батута, що побував у Малі в середині XIV століття, писав, що місцеві жителі змагаються один з одним у кількості рабів, а сам він як знак гостинності отримав у подарунок хлопчика-раба. У Чорній Африці рабовласництво мало складну структуру, що включала права та свободи рабам і обмеження на продаж і вимоги до господарів щодо утримання. У багатьох спільнотах серед рабів була встановлена ієрархія, за якою, наприклад, відрізнялися раби за народженням і раби, захоплені під час війни.
Travels in the Interior of Africa
, Mungo Park, Travels in the Interior of Africa v. II, Chapter XXII – War and Slavery.
Форми рабства в Африці були тісно пов'язані зі структурами родинних зв'язків. У багатьох африканських громадах, де земля не могла належати, поневолення окремих осіб використовувалося як засіб посилення впливу людини та розширення зв'язків. Це зробило рабів постійною частиною роду господаря, а діти рабів могли тісно пов'язатися з більшими сімейними зв'язками. Діти рабів, народжені в сім'ях, могли бути інтегровані в родинну групу господаря та займати чільні посади в суспільстві, а в деяких випадках навіть до рівня вождя. Однак стигма часто залишалася, і могли існувати суворі розмежування між рабами-членами родинної групи та тими, хто був родичем господаря.
У багатьох африканських спільнотах між вільним і феодально залежним хліборобом різниці майже не було. Раби в Сонгайській імперії в основному використовувалися в сільському господарстві. Вони були зобов'язані працювати на господаря, але були мало обмежені в особистому плані. Ці невільні люди, скоріше, становили професійну касту.
Африканське рабство в основному було схоже на боргову кабалу, хоча в деяких районах Чорної Африки рабів використовували в щорічних жертвоприношеннях, як наприклад в ритуалах Дагомеї. У багатьох випадках раби не були власністю і не залишалися невільними довічно.
Африканські форми рабства включали встановлення сімейних зв'язків. У багатьох спільнотах, що не припускали власності на землю, рабство використовувалося для посилення впливу і розширення зв'язків. У цьому випадку раби ставали частиною сім'ї своїх господарів. Діти рабів могли досягти високого становища в такій спільноті і навіть стати вождями. Але частіше між вільними і невільними людьми існувала сувора межа.

### Майнове рабство

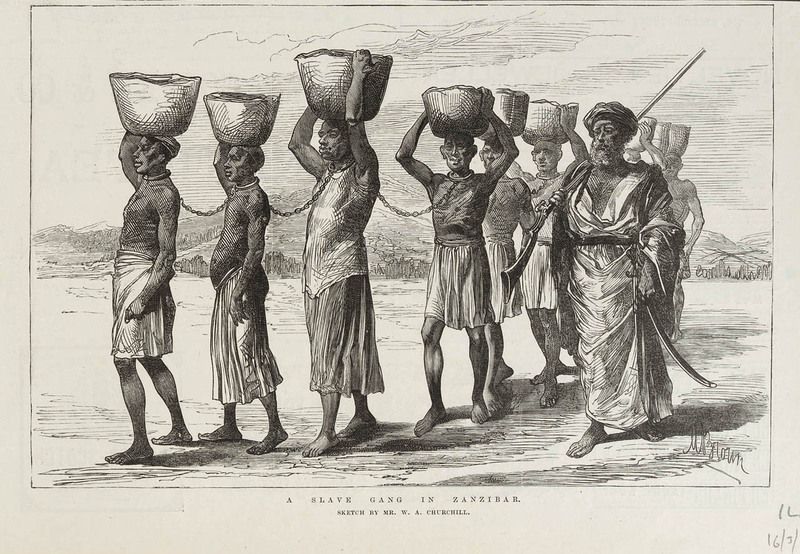
Раби на Занзібарі (1889)

Майнове рабство — специфічні відносини підневільного стану, де раб розглядається як власність власника. Таким чином, власник може вільно продавати, обмінювати або поводитися з рабом так само, як і з будь-яким іншим майном, а діти раба часто залишаються власністю господаря. Існують свідчення давньої історії рабства в долині річки Ніл, більшій частині Сахелю та Північної Африки. Докази щодо масштабів та практики рабства на більшій частині решти континенту до появи письмових записів арабських чи європейських торговців є неповними.

### Домашнє рабство
Багато рабовласницьких відносин в Африці оберталися навколо домашнього рабства. Раби працювали переважно в будинку господаря, але мали обмежену особисту свободу. Домашні раби могли вважатися частиною домогосподарства господаря і не могли бути продані іншим без крайньої необхідності. Раби могли володіти прибутком від своєї праці (у вигляді землі або продуктів), а також могли одружуватися і в багатьох випадках передавати землю у спадок своїм дітям.

### Боргове рабство
Заставне, або боргове рабство, передбачає використання людей як застави для забезпечення погашення боргу. Рабська праця виконується боржником або родичем боржника (зазвичай дитиною). Рабство було поширеною формою застави у Західній Африці.Воно передбачало зобов'язання особи або члена її родини обслуговувати іншу особу, яка надає кредит. У більшості концептуалізацій застава була пов'язана з рабством, але відрізнявся від нього, оскільки угода могла передбачати обмежені конкретні умови надання послуг, а родинні зв'язки захищали людину від продажу в рабство. Боргове рабство було поширеною практикою по всій Західній Африці до контактів з європейцями, зокрема серед народів акан, еве, га, йоруба та едо (у модифікованих формах воно також існувало серед народів ефік, ігбо, іджав та фон).

### Військове рабство

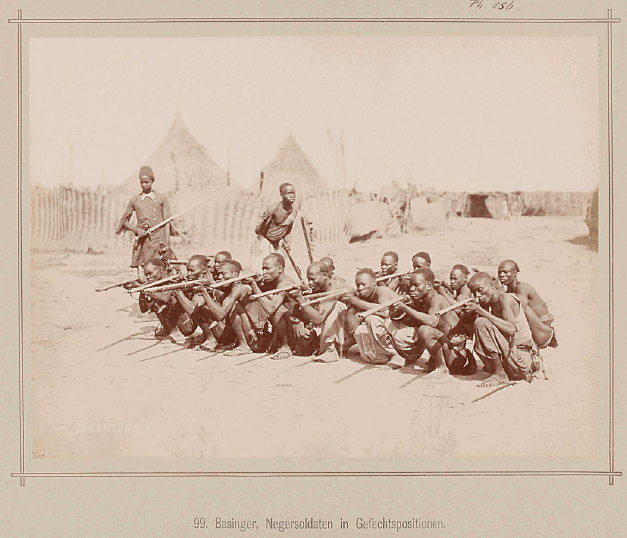
Солдати-раби Південного Судану (1881)

Військове рабство включало придбання та навчання військових підрозділів, що зараховувалися за призовом, які зберігали б ідентичність військових рабів навіть після їхньої служби. Групи рабів-солдатів керувалися покровителем, який міг бути головою уряду або незалежним воєначальником і посилав свої війська за гроші та власні політичні інтереси.
Ця форма була найбільш значною у долині Нілу (головним чином у Судані та Уганді), де різні ісламські влади організовували військові підрозділи рабів, а також серед військових вождів Західної Африки. Військові підрозділи в Судані були сформовані у 1800-х роках шляхом масштабних військових рейдів на території, яка зараз є країнами Судан та Південний Судан.

### Раби для жертвопринесення

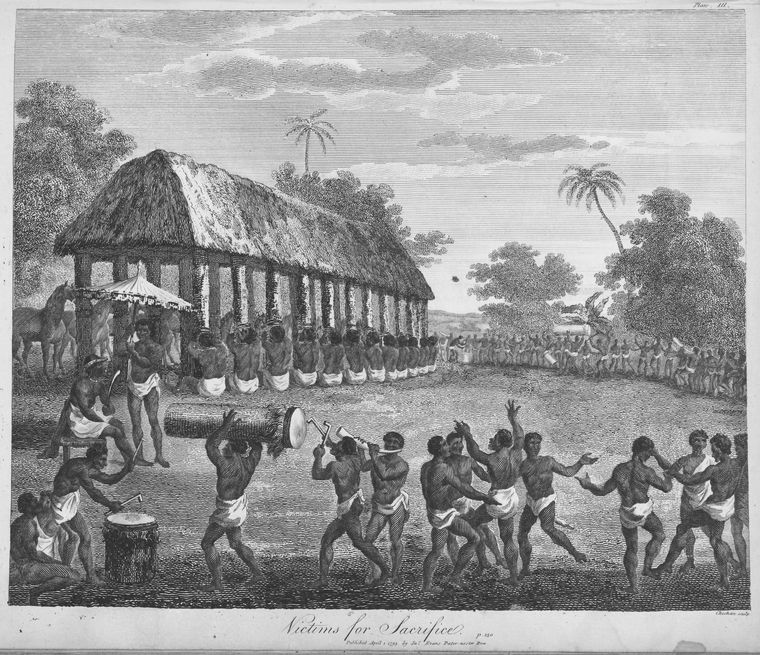
Раби для жертвопринесення на щорічних митницях Дагомеї — з «Історії Дагомеї, внутрішнього королівства Африки», 1793 рік

Людські жертвопринесення були поширеними в державах Західної Африки та протягом ХІХ століття. Хоча археологічні дані щодо цього питання до контакту з європейцями не мають чітких доказів, у тих суспільствах, які практикували людські жертвопринесення, раби ставали найпоширенішими жертвами.
Щорічні звичаї Дагомеї були найвідомішим прикладом людських жертвоприношень рабів, під час яких у жертву приносили 500 полонених. Жертвопринесення здійснювалися вздовж усього західноафриканського узбережжя та далі вглиб країни. Жертвопринесення були поширеними в Бенінській імперії, на території сучасної південної Нігерії та в кількох невеликих незалежних державах того ж регіону. У регіоні Ашанті людські жертвопринесення часто поєднували зі смертною карою.

### Товарне рабство

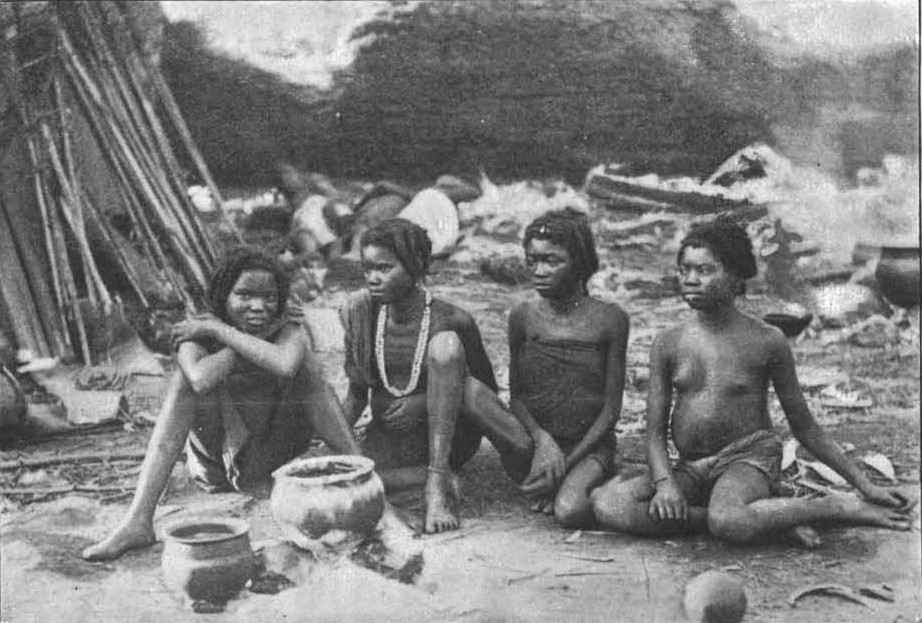
Молоді рабині в Луанді,

Багато країн, таких як держава Боно, Ашанті на території сучасної Гани та йоруба на території сучасної Нігерії, були залучені до работоргівлі. Такі групи, як Імбангала з Анголи та Ньямвезі з Танзанії, служили посередниками або мандрівними бандами, ведучи війну проти африканських держав, щоб захопити людей для експорту як рабів. Історики Джон Торнтон та Лінда Гейвуд з Бостонського університету підрахували, що з африканців, захоплених у полон і проданих у рабство до Нового Світу в рамках атлантичної работоргівлі, близько 90 % були поневолені співвітчизниками-африканцями, які продавали їх європейським торговцям. Генрі Луїс Гейтс, завідувач кафедри афроамериканських та афроамериканських досліджень Гарвардського університету, заявив, що „без складних ділових партнерств між африканськими елітами та європейськими торговцями і комерційними агентами работоргівля до Нового Світу була б неможливою, принаймні в тих масштабах, в яких вона відбувалася“.
Уся етнічна група бубі походить від втікачів міжплемінних рабів, що належали різним стародавнім етнічним групам Західної та Центральної Африки.

## Практики за регіонами

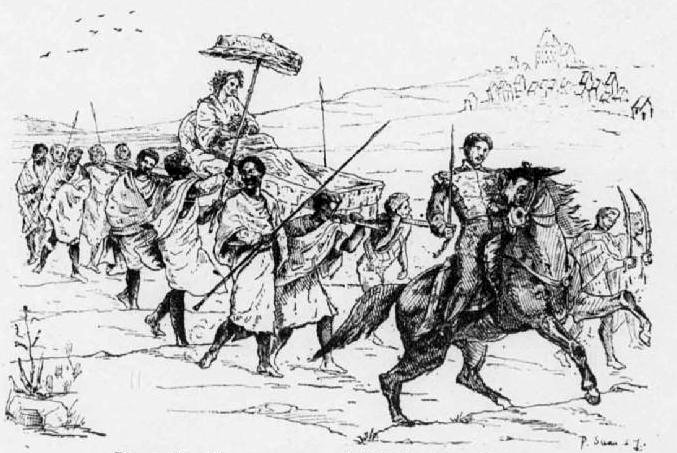
Мадагаскарські раби (андево) несуть королеву Мадагаскару Ранавалону I

Як і в більшості інших регіонів світу, в багатьох королівствах та суспільствах Африки рабство та примусова праця існували протягом сотень років. Уго Квокеджі назвав ранні європейські звіти про рабство по всій Африці в 1600-х роках ненадійними, стверджуючи, що вони змішували різні форми кріпацтва з рабством рухомого майна.
Найкращі докази рабовласницьких практик в Африці походять з великих королівств, особливо вздовж узбережжя, і існує мало доказів поширення рабовласницьких практик у бездержавних суспільствах. Торгівля рабами була здебільшого другорядною порівняно з іншими торговельними відносинами; проте є свідчення про транссахарський торговельний шлях работоргівлі з римських часів, який зберігався в цьому районі після падіння Римської імперії. Однак, структури спорідненості та права, що надавалися рабам (окрім захоплених на війні), схоже, обмежували масштаби работоргівлі до початку транссахарської работоргівлі, работоргівлі в Індійському океані та работоргівлі в Атлантиці.

### Північна Африка

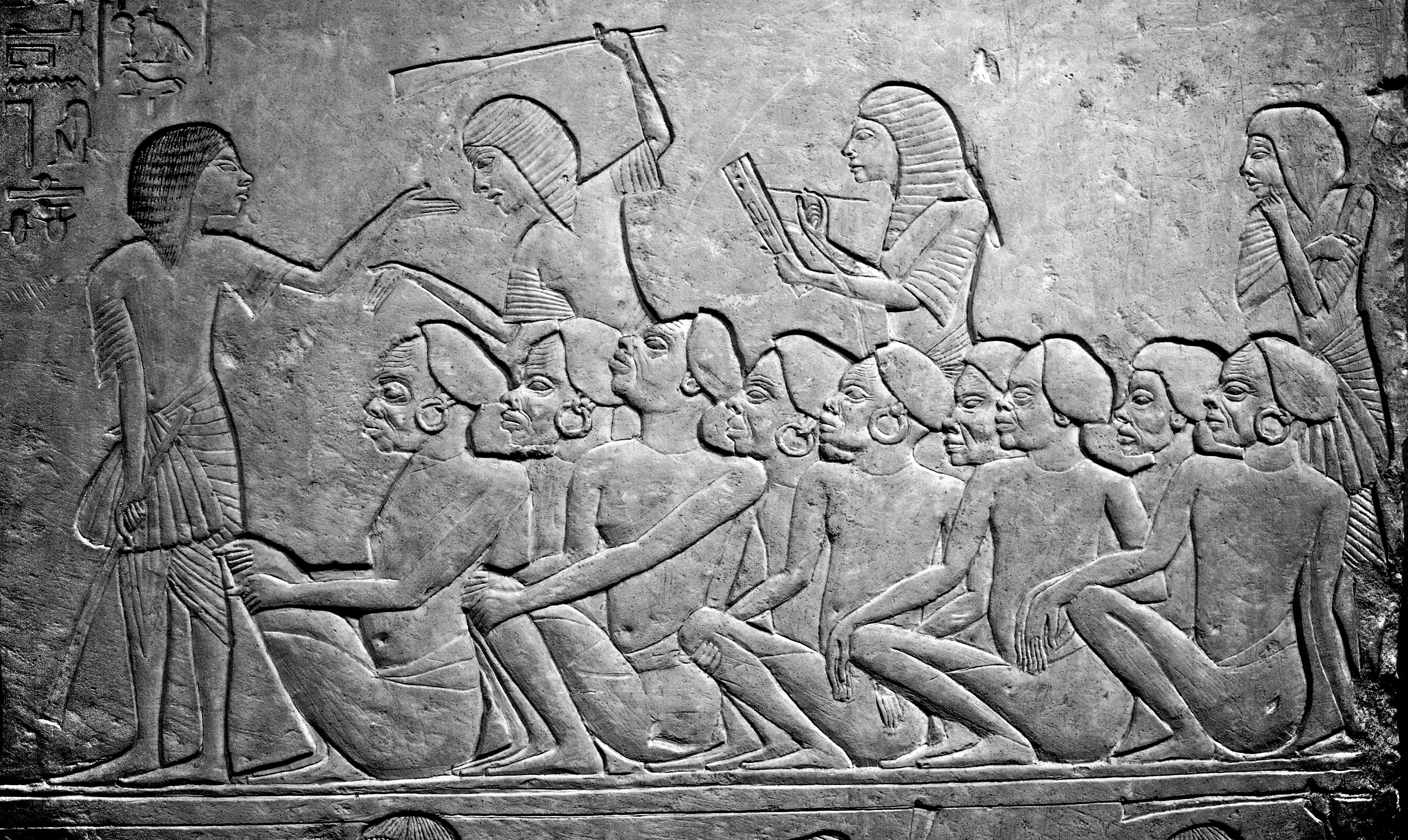
Кушитські військовополонені під наглядом єгиптян в очікуванні депортації до Єгипту. Реліквія з гробниці Хоремхеба в Саккарі.

Рабство в Північній Африці сягає корінням у Стародавній Єгипет. Нове царство (1558—1080 рр. до н. е.) завезло велику кількість рабів як військовополонених у долину Нілу та використовувало їх для домашньої та контрольованої роботи. Птолемеївський Єгипет (305 р. до н. е. — 30 р. до н. е.) для перевезення рабів використовував як сухопутні, так і морські шляхи.
Майнове рабство було легальним і поширеним по всій Північній Африці, як за часів Стародавнього Карфагена (близько 814 р. до н. е. — 146 р. до н. е.), так і пізніше, коли регіон контролювався Римською імперією (145 р. до н. е. — приблизно 430 р. н. е.) та східними римлянами (533—695 рр. н. е.). Работоргівля, яка перевозила сахарців через пустелю до Північної Африки, що існувала ще за римських часів, продовжувалася, і документальні свідчення в долині Нілу свідчать про те, що вона регулювалася там договором. У міру розширення Римської республіки вона поневолила переможених ворогів, і римські завоювання в Африці не були винятком. Наприклад, Оросій записує, що Рим поневолив 27 000 людей з Північної Африки у 256 році до нашої ери. Важливим джерелом рабів для Римської імперії стало Піратство, і в V столітті нашої ери пірати нападали на прибережні поселення Північної Африки та поневолювали захоплених.
Майнове рабство зберігалося після падіння Римської імперії в переважно християнських громадах регіону. Після експансії ісламської торгівлі через Сахару ця практика продовжувалася, і зрештою асиміляційна форма рабства поширилася на основні суспільства Субсахарської Африки (такі як Малі, Сонгаї, Гана). Середньовічна работоргівля в Європі здійснювалася переважно на Схід та Південь: християнська Візантійська імперія та мусульманський світ були кінцевими напрямками, а Центральна та Східна Європа були важливим джерелом рабів. Работоргівля в середньовічній Європі здійснювалася в деяких частинах Європи як християнами, так і євреями. У ранньому середньовіччі євреї мали майже монополію на торгівлю між ісламськими та християнськими країнами, але до ХІІІ століття це вже не стосувалося работоргівлі.

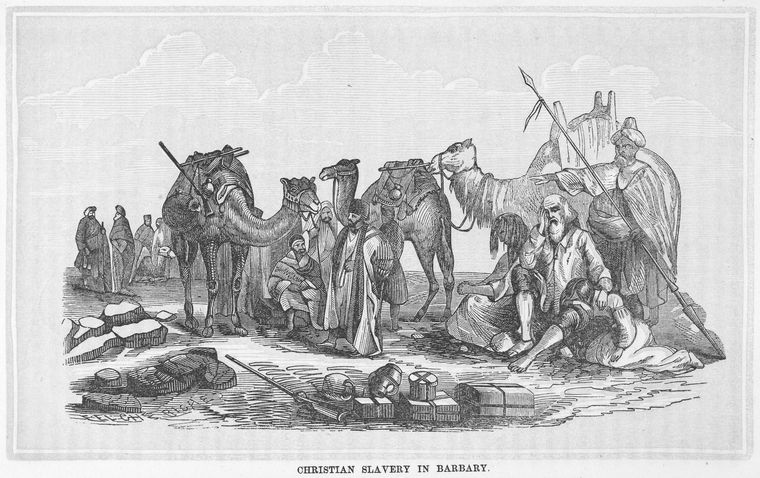
Християнське рабство в Берберії

Мамелюки у Середньовіччі були рабами-солдатами, які прийняли іслам і служили мусульманським халіфам та султанам Айюбідів. Перші мамелюки служили аббасидським халіфам у Багдаді IX століття. З часом вони стали могутньою військовою кастою і не раз захоплювали владу, наприклад, керуючи Єгиптом з 1250 по 1517 рік. З 1250 року Єгиптом правила династія Бахрі, що мала кипчакське тюркське походження. Білі полонені з Кавказу служили в армії та формували елітний військовий корпус, зрештою повставши в Єгипті, щоб утворити династію Бурджи. За даними Роберта Девіса, між XVI та XIX століттями берберськими піратами було захоплено та продано в рабство до Північної Африки та Османської імперії від 1 до 1,25 мільйона європейців. Однак, щоб екстраполювати свої цифри, Девіс припускає, що кількість європейських рабів, захоплених берберськими піратами, була постійною протягом 250-річного періоду, стверджуючи:
Немає жодних записів про те, скільки чоловіків, жінок і дітей було поневолено, але можна приблизно підрахувати кількість нових бранців, яка була б необхідна для підтримання постійної чисельності населення і заміни тих рабів, які померли, втекли, були викуплені або навернені в іслам. Виходячи з цього, вважається, що для поповнення чисельності рабів щорічно потрібно було близько 8 500 нових рабів - близько 850 000 бранців протягом століття з 1580 по 1680 рік.  Таким чином, за 250 років між 1530 і 1780 роками ця цифра могла легко сягати 1 250 000.
Цифри Девіса оскаржуються іншими істориками, такими як Девід Ерл, який застерігає, що справжня картина європейських рабів затьмарена тим фактом, що корсари також захоплювали білих нехристиян зі Східної Європи та чорношкірих із Західної Африки.
Крім того, кількість рабів, якими торгували, була надзвичайно інтенсивною, з перебільшеними оцінками, що спиралися на пікові роки для розрахунку середніх показників за цілі століття або тисячоліття. Експерт з питань Близького Сходу Джон Райт застерігає, що сучасні оцінки базуються на зворотних розрахунках, отриманих на основі спостережень за людьми.

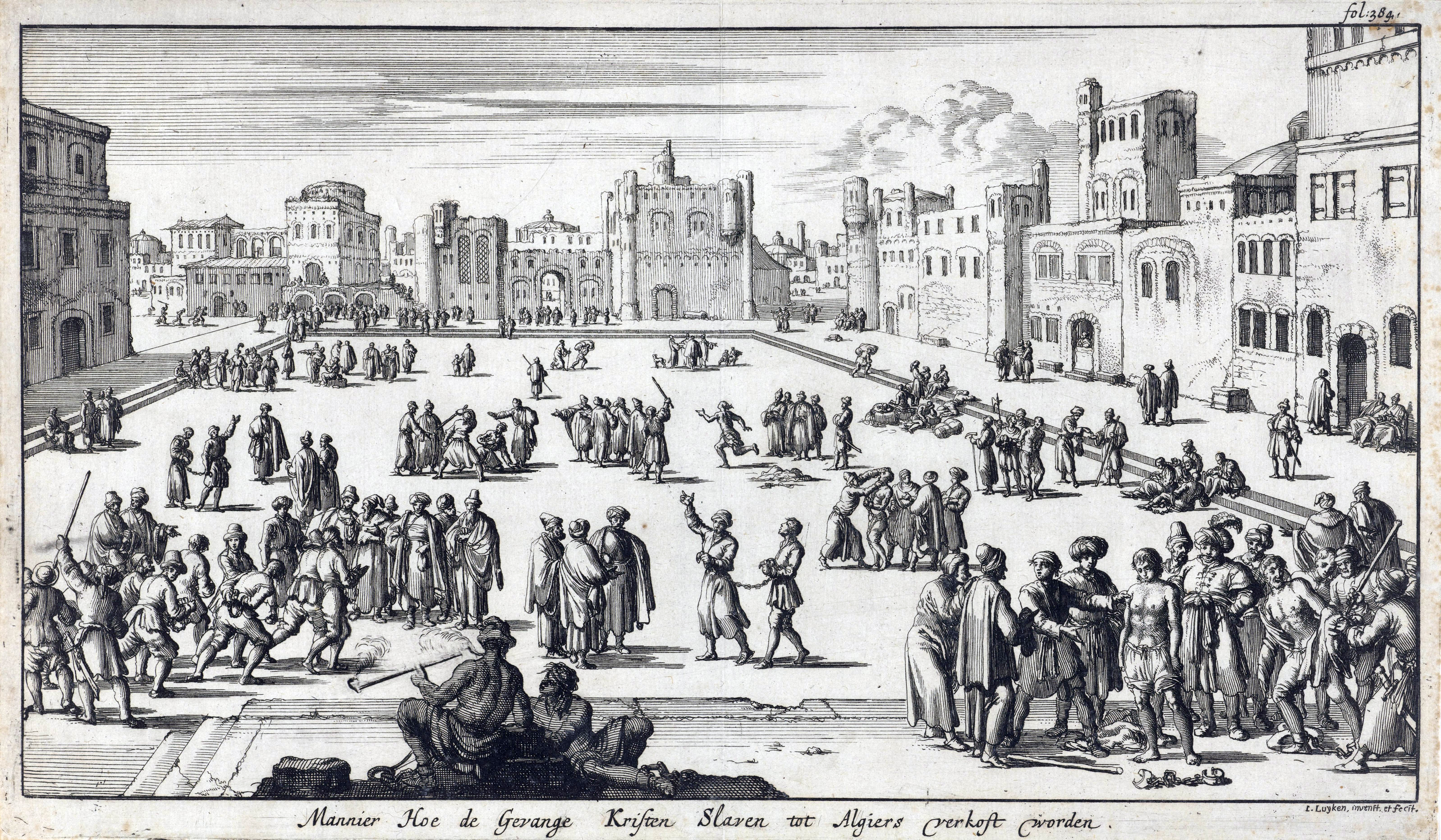
Християнських в'язнів продають як рабів на площі в Алжирі, Османська імперія, 1684 рік.

Такі спостереження, проведені спостерігачами кінця 1500-х та початку 1600-х років, підрахували, що протягом цього періоду на Березі Барбарі, по всьому Триполі, Тунісу, але здебільшого в Алжирі утримувалися близько 35 000 європейських християнських рабів. Більшість із них були моряками, яких забрали разом із кораблями, але інші були рибалками та жителями прибережних сіл, і загалом більшість полонених були людьми з земель, близьких до Африки, зокрема з Іспанії та Італії.

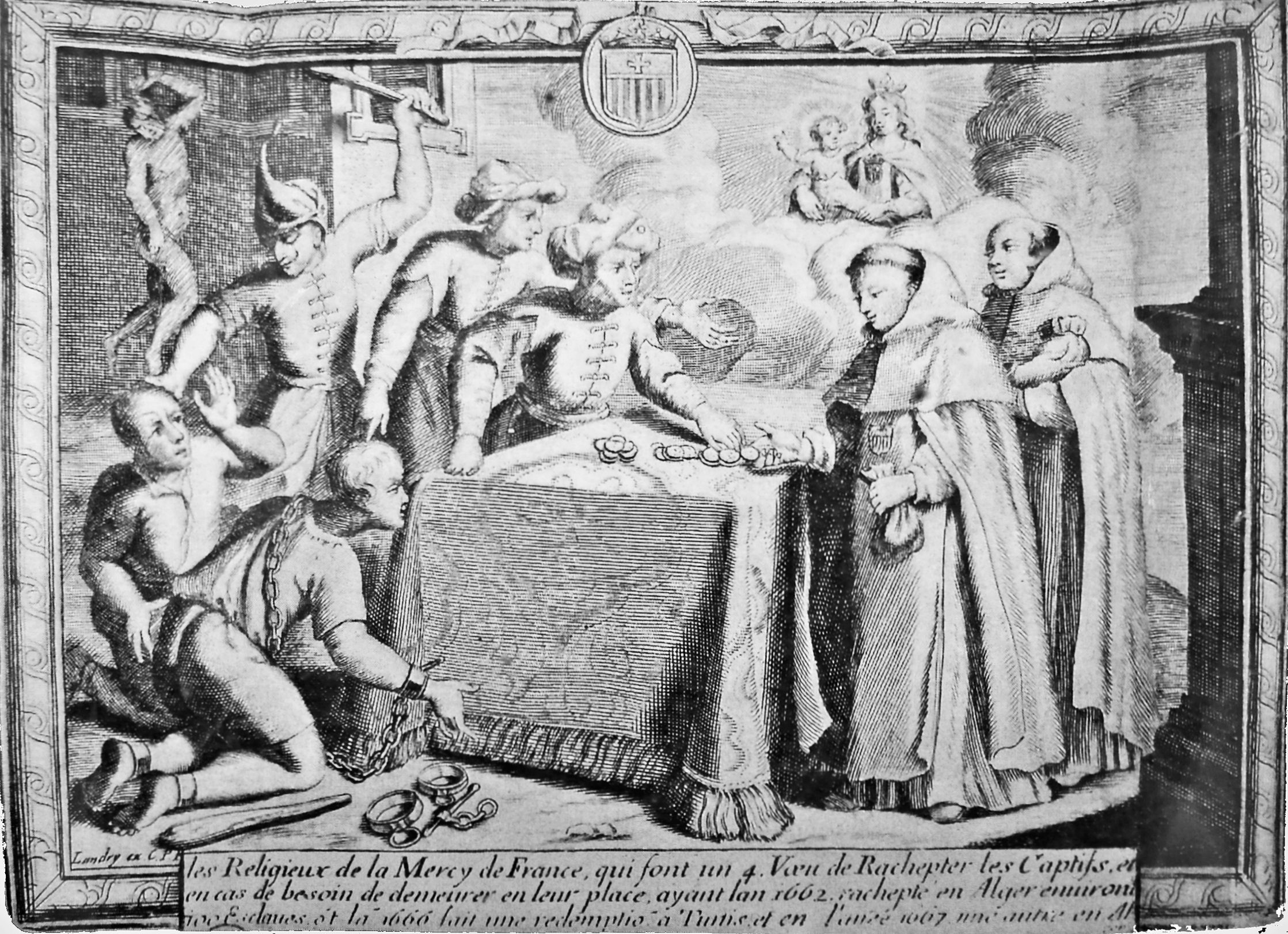
Звільнення християнських рабів шляхом сплати викупу католицькими ченцями в Алжирі в 1661 році

Прибережні села та міста Італії, Португалії, Іспанії та середземноморських островів часто зазнавали нападів піратів, а великі ділянки італійського та іспанського узбережжя були майже повністю покинуті їхніми мешканцями. Після 1600 року берберійські пірати час від часу заходили в Атлантику та досягали аж до Ісландії на півночі. Найвідомішими корсарами були осман Барбаросса („Рудобородий“) та його старший брат Арудж, Тургут-реїс (на Заході відомий як Драгут), Куртоглу (на Заході відомий як Куртоголі), Кемаль-реїс, Саліх-реїс та Коджа Мурат-реїс.

У 1544 році Хайр ад-Дін Барбаросса захопив Іскію, полонивши при цьому 4000 осіб, та депортував у рабство близько 9000 жителів Ліпарі, майже все населення регіону. У 1551 році Драгут поневолив усе населення мальтійського острова Гозо, від 5000 до 6000 осіб, відправивши їх до Лівії. Коли 1554 року пірати розграбували В'єсте на півдні Італії, вони захопили приблизно 7000 рабів. У 1555 році Тургут Рейс відплив на Корсику та розграбував Бастію, захопивши 6000 полонених. У 1558 році берберійські корсари захопили місто Сьюдаделлу, зруйнували його, вирізали мешканців і забрали 3000 тих, хто вижив, до Стамбула як рабів. У 1563 році Тургут Рейс висадився біля берегів провінції Гранада, Іспанія, та захопив прибережні поселення в цьому районі, такі як Альмуньєкар, разом із 4000 полонених. Берберські пірати часто нападали на Балеарські острови, в результаті чого було зведено багато прибережних сторожових веж та укріплених церков. Загроза була настільки серйозною, що Форментера стала безлюдною.

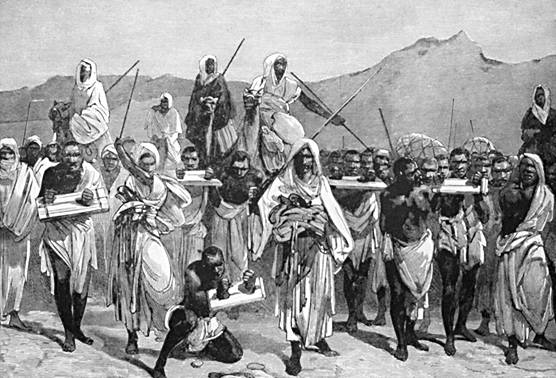
Раби-зінджі перетинають Сахару (гравюра XIX століття)

Ранні сучасні джерела рясніють описами страждань християнських галерних рабів берберійських корсарів:
Той, хто не бачив галери в морі, особливо в погоні чи під час переслідування, не може собі уявити, яке потрясіння може викликати таке видовище в серці, здатному на найменшу краплину співчуття. Побачити ряди і шеренги напівголих, напівголодних, напівзасмаглих нещасних, прикутих ланцюгами до дошки, звідки їх не знімають місяцями (зазвичай півроку), підганяючи, навіть понад людські сили, жорстокими і багаторазовими ударами по оголеному тілу....
Ще в 1798 році острівець поблизу Сардинії був атакований тунісцями, і понад 900 мешканців було забрано в рабство.
Сахарсько-мавританське суспільство в Північно-Західній Африці традиційно було (і певною мірою залишається) стратифікованим на кілька племінних каст, де правили племена воїнів хассанів, які стягували данину — хорму — з підлеглих племен знага берберського походження. Нижче них розташовувалися групи рабів, відомі як харатини, чорне населення.
Поневолених африканців на південь від Сахари також перевозили через Північну Африку до Аравії для виконання сільськогосподарських робіт через їхню стійкість до малярії, яка на початку рабства мучила Аравію та Північну Африку. Жителі Африки на південь від Сахари змогли витримати переселення на землях, що заражалися малярією, куди їх перевозили, тому північноафриканців не перевозили, незважаючи на їхню близькість до Аравії та навколишніх земель.

### Африканський ріг

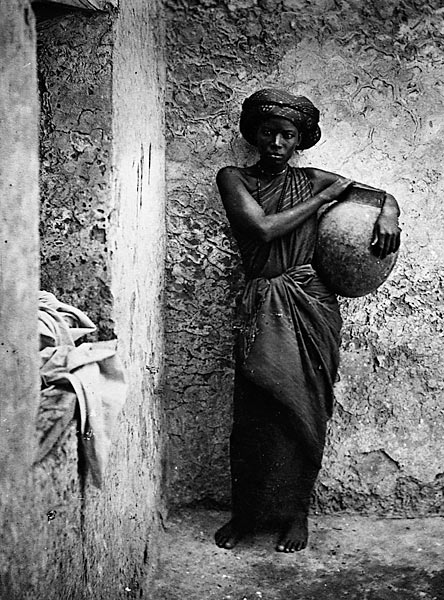
„Слуга-рабиня“ в Могадішо (1882—1883)

На Африканському Розі християнські царі Ефіопської імперії захоплювали рабів переважно у язичницьких нілотських народів Шанкелла та Оромо з їхніх західних прикордонних територій або з нещодавно завойованих чи відвойованих низовинних територій. Сомалійський та афарський мусульманські султанати, такі як середньовічний Адалський султанат, також торгували рабами-зінджами (банту), захопленими з глибинки континенту.

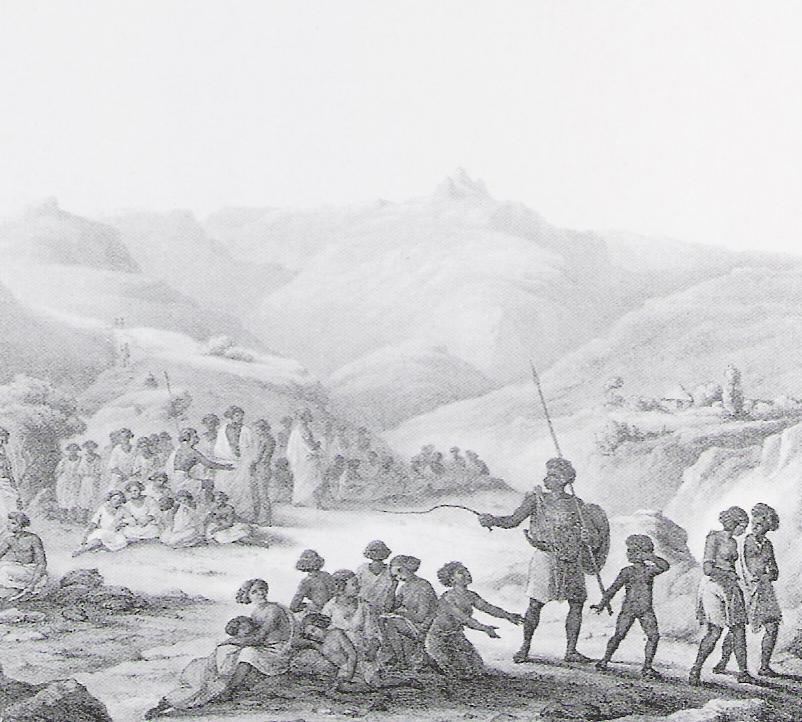
Раби в Ефіопії (XIX століття)

Рабство, яке практикувалося в Ефіопії, було по суті домашнім і більше орієнтоване на жінок; така ж тенденція була характерна для більшої частини Африки. Жінок перевозили через Сахару, Близький Схід, Середземномор'я та Індійський океан для торгівлі частіше, ніж чоловіків. Раби служили в будинках своїх господарів або господинь і не були залучені до значних виробничих робіт. У родинах їхніх власників рабів вважали членами другого сорту. Першу спробу скасувати рабство в Ефіопії зробив імператор Теводрос II (правив у 1855—1868 роках), хоча работоргівля не була юридично скасована до 1923 року, коли Ефіопія стала членом Ліги Націй. За оцінками Антирабовласницького товариства, на початку 1930-х років в країні налічувалося 2 мільйони рабів, тоді як загальна чисельність населення оцінювалася від 8 до 16 мільйонів осіб. Рабство в Ефіопії продовжувалося до італійського вторгнення в жовтні 1935 року, коли цей інститут був скасований за наказом італійських окупаційних військ. Під тиском західних союзників Другої світової війни Ефіопія офіційно ліквідувала рабство та примусову працю після того, як відновила свою незалежність у 1942 році. 26 серпня 1942 року імператор Хайле Селассіє видав прокламацію, яка забороняла рабство.
На сомалійських територіях рабів купували на невільничому ринку винятково для роботи на плантаціях. З точки зору правових міркувань, порядок поводження з рабами банту були встановлені указом султанів та місцевих адміністративних делегатів. Ці раби з плантацій часто здобували свою свободу шляхом звільнення, втечі та викупу.

### Центральна Африка

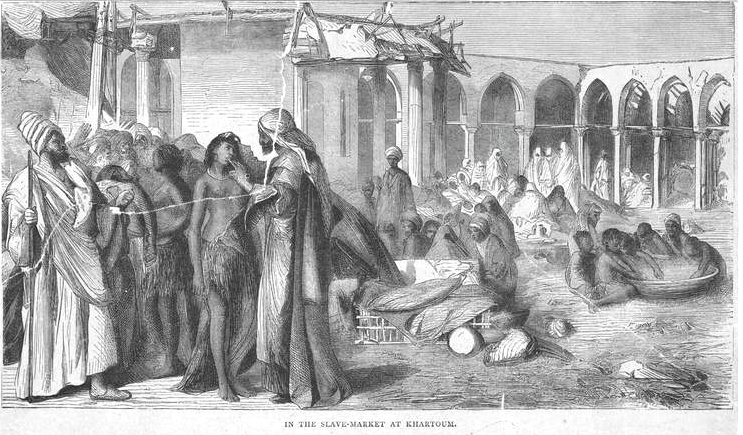
Невільничий ринок у Хартумі,

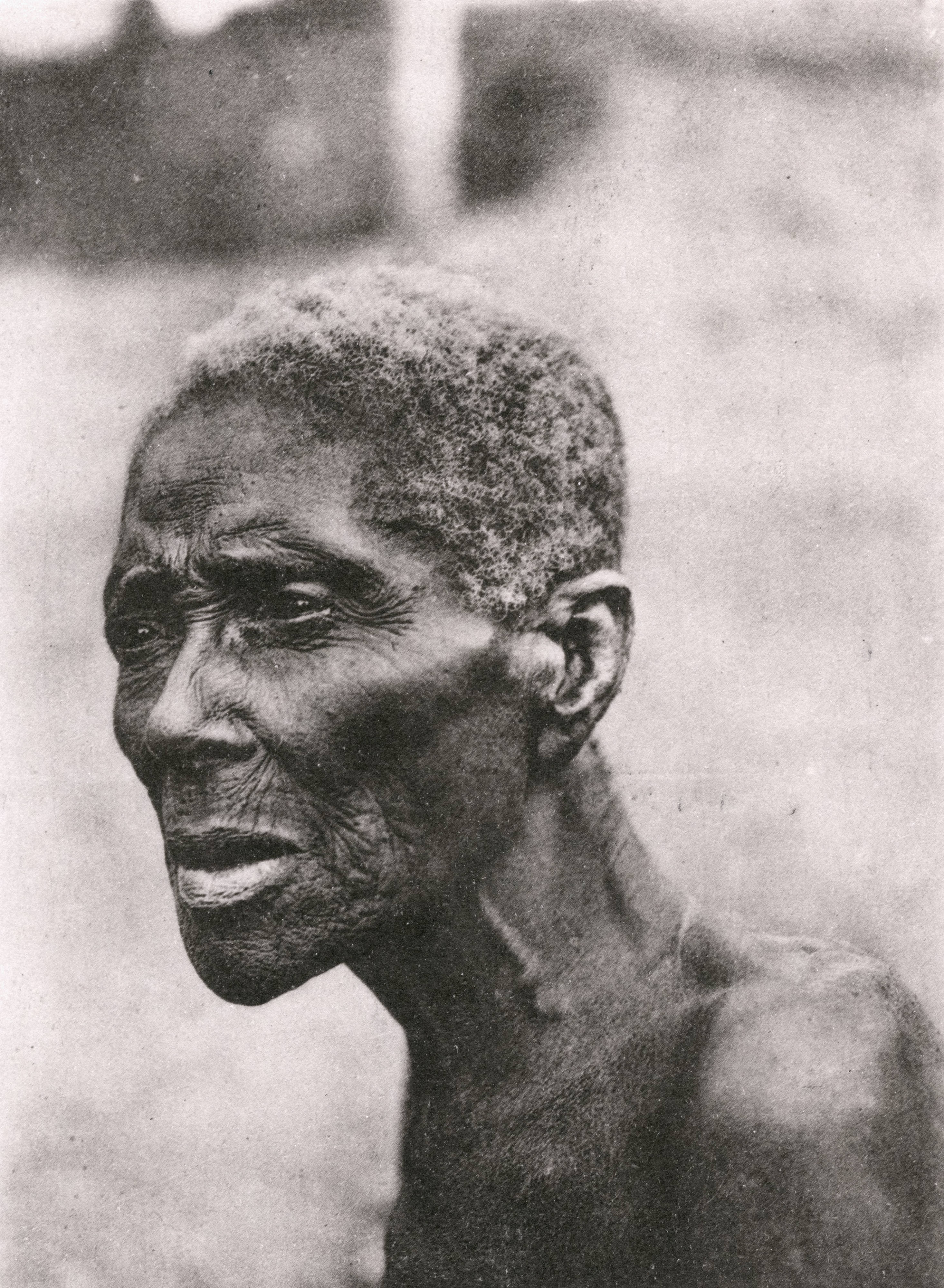
Літня рабиня, бл. 1911/1915, належала Нджапундунке, матері короля Бамума Ібрагіма Нджойї

Рабів перевозили з давніх часів торговельними шляхами, що перетинають Сахару.
Усна традиція розповідає про рабство, яке існувало в Королівстві Конго з часів його утворення, коли Лукені Луа Німі поневолив народ Мвене Кабунга, якого він завоював, щоб заснувати королівство. Ранні португальські писання свідчать про те, що до контакту європейцями в Королівстві справді існувало рабство, але це були переважно військовополонені з Королівства Ндонго.
Рабство було поширеним уздовж Верхньої річки Конго, а у другій половині XVIII століття регіон став основним джерелом рабів для атлантичної работоргівлі, коли високі ціни на рабів на узбережжі зробили работоргівлю на великі відстані прибутковою. Коли атлантична торгівля припинилася, ціна на рабів різко впала, а регіональна работоргівля зросла, і в ній домінували торговці з племені бобангі. Бобангі також купували багато рабів на прибутки від продажу слонової кістки, яких використовували для заселення своїх сіл. Раби, яких продавала їхня родинна група, як правило, за небажану поведінку, наприклад, перелюбство, навряд чи намагалися втекти. Під час голоду поширеним явищем також був продаж дітей. Захоплені раби, однак, могли спробувати втекти, і для запобігання цьому їх доводилося вивозити за сотні кілометрів від рідних домівок.
Работоргівля мала глибокий вплив на цей регіон Центральної Африки, повністю змінивши різні аспекти життя суспільства. Наприклад, работоргівля допомогла створити потужну регіональну мережу торгівлі продуктами харчування та ремісничими виробами дрібних виробників уздовж річки. Оскільки лише кількох рабів на каное було достатньо, щоб покрити витрати на подорож і ще й отримати прибуток, торговці могли заповнити будь-який невикористаний простір на каное іншими товарами і перевозити їх на великі відстані без значної націнки на ціну. Хоча великі прибутки від работоргівлі на річці Конго отримувала лише невелика кількість торговців, цей аспект торгівлі приносив певну вигоду місцевим виробникам і споживачам.
У деяких частинах басейну річки Конго рабів нерідко вбивали та їли, особливо (але не лише) у святкові дні. Розповіді очевидців описують купівлю, оброблення та споживання рабів як „повсякденне заняття, вільне від сильних емоцій“, яке ті, хто ним займався, вважали суттєво не відмінним від вживання кіз та інших тварин.

### Західна Африка

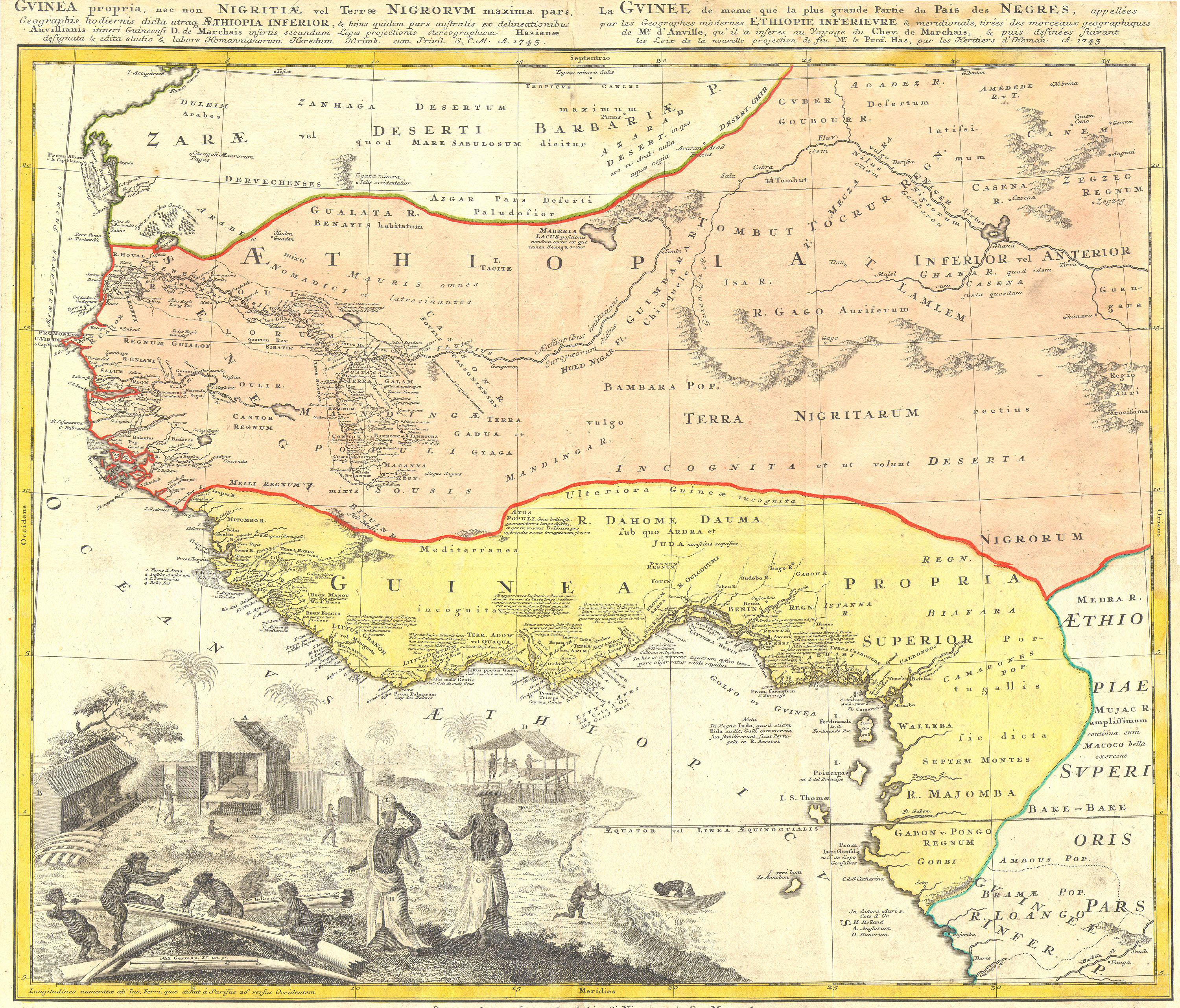
Карта работоргівлі в Західній Африці, складена спадкоємцями Гомана, зображує терени від Сенегалу та Кейп-Блану до Гвінеї, річок Каконго та Барбела, а також озера Гана на річці Нігер аж до Золотого берега (1743)

До появи європейської торгівлі в різних громадах Західної Африки практикувалися різні форми рабства. За словами ганського історика Акосуа Пербі, рабство корінних народів у таких місцях, як Гана, було встановлено до I століття нашої ери, а його витоки сягали десь у античний період. Хоча рабство й існувало, воно не було настільки поширеним у більшості західноафриканських суспільств, які не були ісламськими. До зародження трансатлантичної работоргівлі передумов для існування рабовласницьких суспільств у Західній Африці не було. Причинами були невеликі розміри ринку та відсутність розподілу праці. Більшість західноафриканських суспільств сформувалися в родинних одиницях, що зробило рабство в них досить маргінальною частиною виробничого процесу. Раби в суспільствах, заснованих на родинних зв'язках, виконували майже ті ж ролі, що й вільні члени суспільства.
Однак нігерійський історик, професор Філіп Ігбафе стверджує, що до кінця ХІХ століття рабство в Королівстві Бенін, як і в інших західноафриканських королівствах, мало своє місце в структурі держави, маючи своє коріння в „економічних, військових, соціальних і політичних потребах королівства Бенін“. Рабами володіли оба (король) і звичайні громадяни. У доколоніальному Беніні їх здобували різними способами: через загарбницькі війни та експансію, через подарунки оба, який також успадковував рабів померлих без заповіту, через данину, яку залежні території сплачували оба та видатним вождям. Нарешті, закоренілих злочинців або осіб, винних у тяжких злочинах, страчували або продавали в рабство. Володіння великою кількістю рабів було показником статусу людини. Раби служили в ополченні і були основною робочою силою для вождів, а також задовольняли місцеві потреби в людських жертвоприношеннях. Остаточне скасування рабства створило безліч проблем, які мали економічні, політичні та соціальні наслідки.

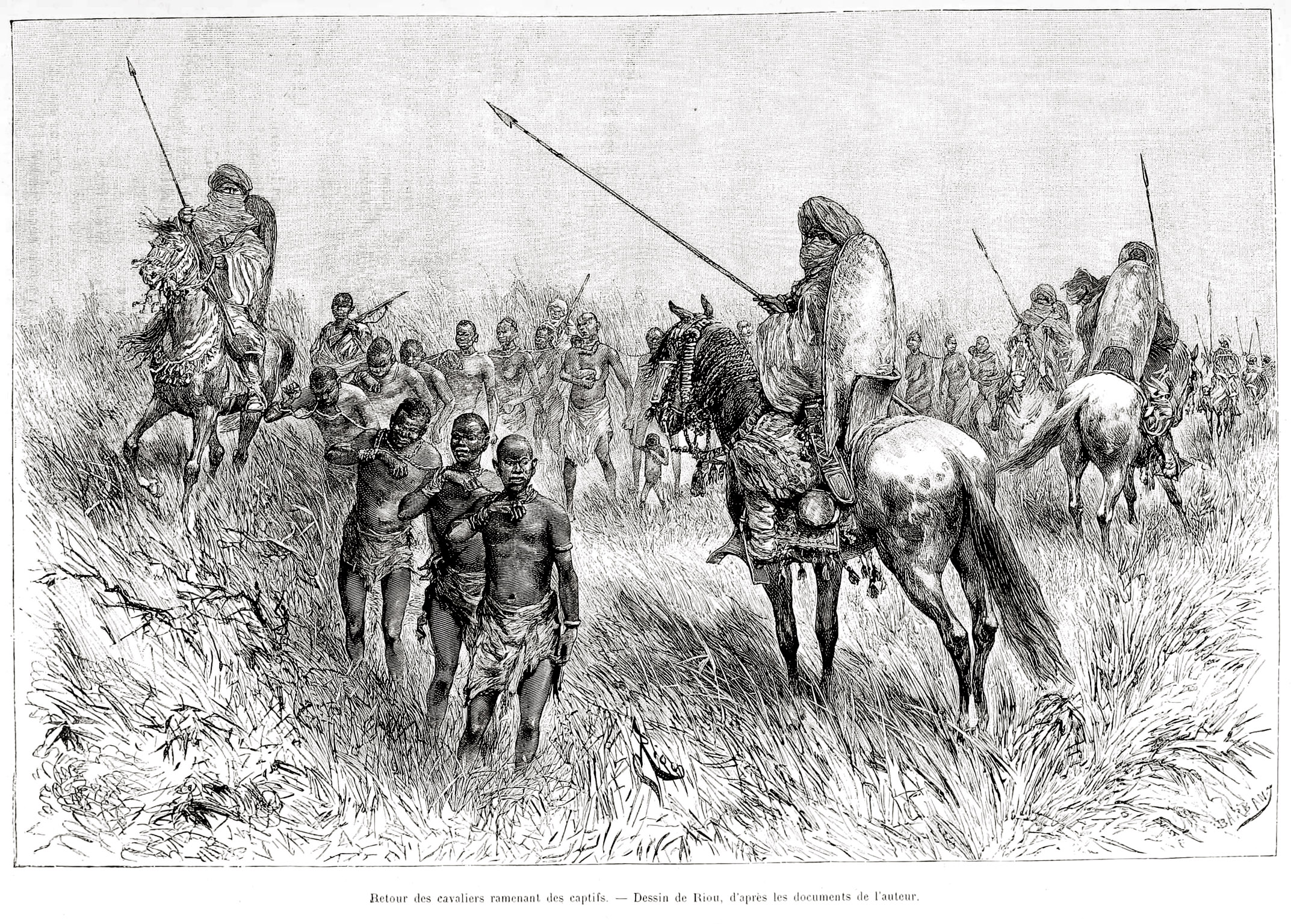
Кавалерія Моссі Букарі Куту повертається з полоненими з набігу

Мартін Кляйн стверджував, що до атлантичної торгівлі раби у Західному Судані „складали невелику частину населення, жили в домогосподарствах, працювали разом з вільними членами домогосподарства та брали участь у мережі безпосередніх зв'язків“. З розвитком транссахарської работоргівлі та економіки золота у західному Сахелі, низка великих держав організувалася навколо работоргівлі, включаючи Ганську імперію, Малійську імперію, державу Боно та Сонгайську імперію. Однак інші громади Західної Африки значною мірою чинили опір работоргівлі. Джола відмовлялися брати участь у работоргівлі аж до кінця XVII століття і не використовували рабську працю у своїх громадах до ХІХ століття. Кру та Бага також боролися проти работоргівлі. Королівства Мосі намагалися захопити ключові пункти транссахарської торгівлі, а коли ці спроби зазнали невдачі, стали захисниками від работоргівлі з боку могутніх держав західного Сахелю. Зрештою, у 1800-х роках мосі долучилися до работоргівлі, переважно до атлантичної.

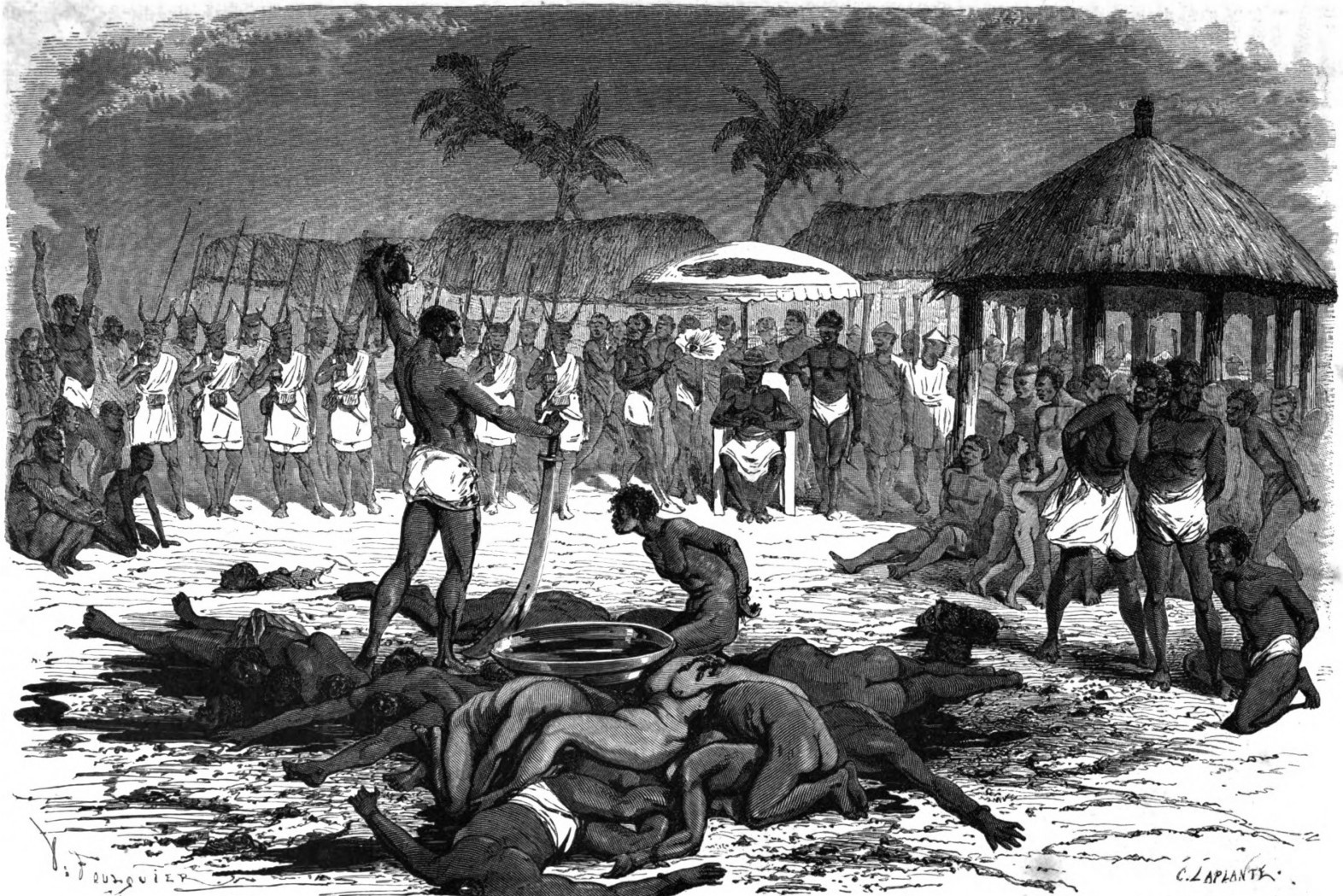
Людські жертвопринесення рабів у королівстві Дагомея

Сенегал був каталізатором работоргівлі, і, судячи з наведеного малюнка на карті спадкоємців Гомана, він був відправною точкою для міграції та надійним торговим портом. Культура Золотого Берега значною мірою базувалася на владі, яку мали окремі люди, а не на землі, яку обробляла сім'я. Західна Африка розвивала рабство, аналізуючи переваги рабства для аристократії та те, що найкраще підходило б регіону. Такий тип управління використовував „політичний інструмент“ розрізнення різних видів праці та методів асиміляційного рабства. Домашня та сільськогосподарська праця стала більш очевидно первинною в Західній Африці через те, що раби розглядалися як „політичні інструменти“ доступу та статусу. Раби часто мали більше дружин, ніж їхні господарі, і це підвищувало статус їхніх власників. Не всі раби використовувалися з однаковою метою. Європейські країни-колонізатори брали участь у торгівлі, щоб задовольнити економічні потреби своїх країн. Паралель з „мавританськими“ торговцями в пустелі та португальськими торговцями, які не були такими усталеними, вказує на відмінності у використанні рабів на цьому етапі, а також на те, куди вони прямували в торгівлі.

Історик Волтер Родні не виявив рабства чи значного домашнього підневільного стану в ранніх європейських звітах про регіон Верхньої Гвінеї, а Ісаак Адеагбо Акінджогбін стверджує, що європейські звіти свідчать про те, що до прибуття європейців работоргівля не була основною діяльністю вздовж узбережжя, контрольованого народами йоруба та аджа. У доповіді, прочитаній перед Етнологічним товариством Лондона в 1866 році, віце-король Локоджі, пан Т. Валентайн Робінс, який у 1864 році супроводжував експедицію вгору по річці Нігер на борту корабля HMS Investigator описав рабство в регіоні:
Говорячи про рабство, пан Робінс зауважив, що воно не таке, яким його уявляють собі люди в Англії. Воно означає, як це постійно зустрічається в цій частині Африки, приналежність до сімейної групи - немає примусової праці, господар і раб працюють разом, їдять однакову їжу, носять однаковий одяг і сплять в одних і тих же хатинах. Деякі раби мають більше дружин, ніж їхні господарі. Це дає захист рабам і все необхідне для їхнього існування - їжу та одяг. Вільна людина перебуває в гіршому становищі, ніж раб; вона не може ні в кого вимагати собі їжу.
З початком атлантичної работоргівлі попит на рабів у Західній Африці зріс, і низка держав зосередилася на работоргівлі, а домашнє рабство різко зросло. У 1824 році Г'ю Клаппертон вважав, що половина населення Кано була рабами. Поблизу Золотого Берега багато поневолених людей походили з глибин континенту. Це були переможені у численних війнах, яких продавали в рамках практики, що називалася „поїданням країни“ і мала на меті розпорошити полеглих ворогів та запобігти їхньому перегрупуванню. За словами ганського історика Акосуа Пербі, з XV по XIX століття в Гані основними джерелами рабів були війни, невільничі ринки, застави, набіги, викрадення людей та данина, тоді як меншими джерелами були подарунки, вироки, комунальні чи приватні угоди.

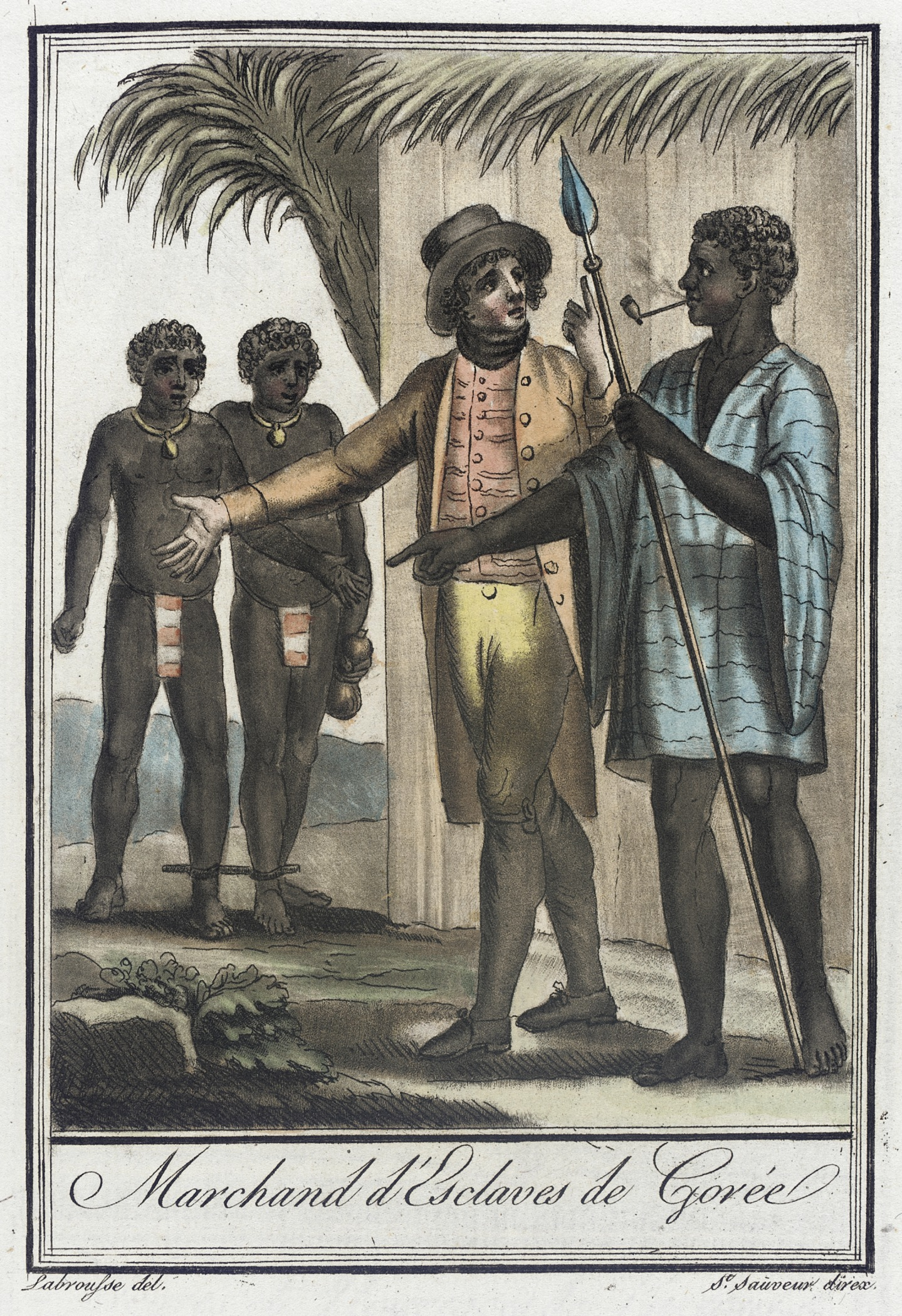
Работорговець з Горе,

У регіоні Сенегамбія між 1300 і 1900 роками майже третина населення була поневолена. У ранніх ісламських державах західного Сахелю, включаючи Гану (750—1076), Малі (1235—1645), Сегу (1712—1861) та Сонгай (1275—1591), близько третини населення було поневоленим. У Сьєрра-Леоне в ХІХ столітті близько половини населення складали раби. Серед народу вай протягом ХІХ століття три чверті людей були рабами. У ХІХ столітті щонайменше половина населення була поневолена серед дуала Камеруну та інших народів нижнього Нігеру, Конго, королівства Касаньє та Чокве Анголи. Серед ашанті та йоруба третина населення складалася з рабів. Населення Канему (1600—1800) було приблизно на третину поневолено. У Борну (1580—1890) їх було, можливо, 40 %. Між 1750 і 1900 роками від однієї до двох третин усього населення країн фульбенського джихаду складалося з рабів. Населення найбільшої держави фульбе, халіфату Сокото, у ХІХ столітті було щонайменше наполовину поневолено. Серед Адрарів 15 % людей було поневолено, а серед Гурма — 75 %. Рабство було надзвичайно поширеним серед народів туарегів, і багато хто досі тримає рабів.
На початку XX століття, коли британське правління вперше було встановлено над халіфатом Сокото та прилеглими територіями на півночі Нігерії, в рабстві там перебували приблизно від 2 до 2,5 мільйонів людей. Рабство на півночі Нігерії було остаточно заборонено 1936 року.

### Великі африканські озера

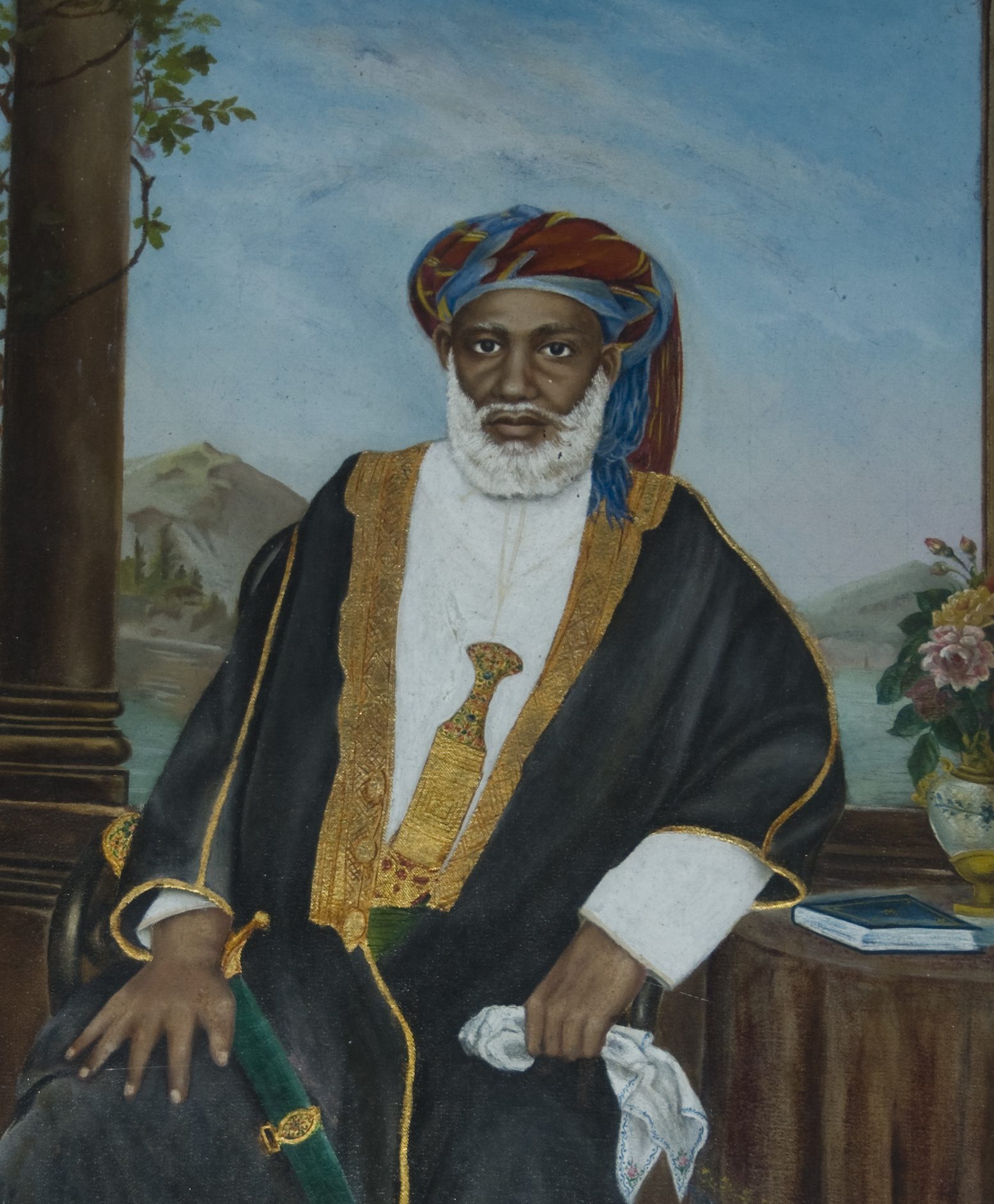
Занзібарський работорговець Тіппу Тіп володів 10 000 рабів

У І тисячолітті нашої ери, у морській торгівлі з регіону Великих африканських озер до Персії, Китаю та Індії, після золота та слонової кістки раби згадуються як товар другорядного значення. Якщо згадувати про работоргівлю, то вона, здається, була невеликою і здебільшого полягала в набігах за жінками і дітми вздовж островів Кілва-Кісівані, Мадагаскару та Пемби. У таких місцях, як Уганда, досвід жінок у рабстві відрізнявся від звичайних практик рабства того часу. Ролі, які брали на себе, залежали від статі та положення в суспільстві. Спочатку потрібно розрізнити рабство селян та рабів в Уганді. Дослідники Шейн Дойл та Анрі Медар стверджують цю різницю так:
За доблесть у бою селян нагороджували рабами, яких дарував ватажок або вождь, за якого вони воювали. Вони могли отримувати рабів від родичів, які досягли рангу вождя, а також могли успадковувати рабів від своїх батьків. Існували абаньяге (пограбовані або вкрадені на війні), а також абагуле (куплені). Всі вони підпадали під категорію абенвуму або справжніх рабів, тобто людей, які не були вільними в жодному сенсі. У вищому становищі перебували молоді ганди, яких дядьки по матері віддавали в рабство (або в заставу), як правило, за борги… Крім таких рабів, вождям і королю служили сини заможних людей, які хотіли догодити їм і здобути прихильність для себе чи своїх дітей. Це були абасиджі, і вони становили великий додаток до знатного дому…. Всі ці різні класи залежних у домогосподарстві класифікувалися Медаром і Дойлом як абадду (слуги-чоловіки) або абазана (слуги-жінки), незалежно від того, чи були вони рабами або вільнонародженими.
У регіоні Великих озер Африки (навколо сучасної Уганди) лінгвістичні дані свідчать про існування рабства через військове захоплення, торгівлю та заставу, що сягає сотень років тому; однак ці форми, зокрема заставу, здається, значно зросли у XVIII та ХІХ століттях. Цих рабів вважали більш надійними, ніж тих, хто був із Золотого Берега. Вони користувалися більшим престижем завдяки навчанню, якому вони піддавалися.
Мова рабів у районі Великих озер була різноманітною. Цей водний регіон полегшував захоплення рабів та їх транспортування. Для опису тих, хто займався торгівлею, використовувалися слова «полонений», «біженець», «раб», «селянин». Різниця проводилася за тим, де і для якої мети вони використовувалися. Такі методи, як грабежі, пограбування та захоплення, були поширеними в цьому регіоні семантикою для зображення торгівлі.

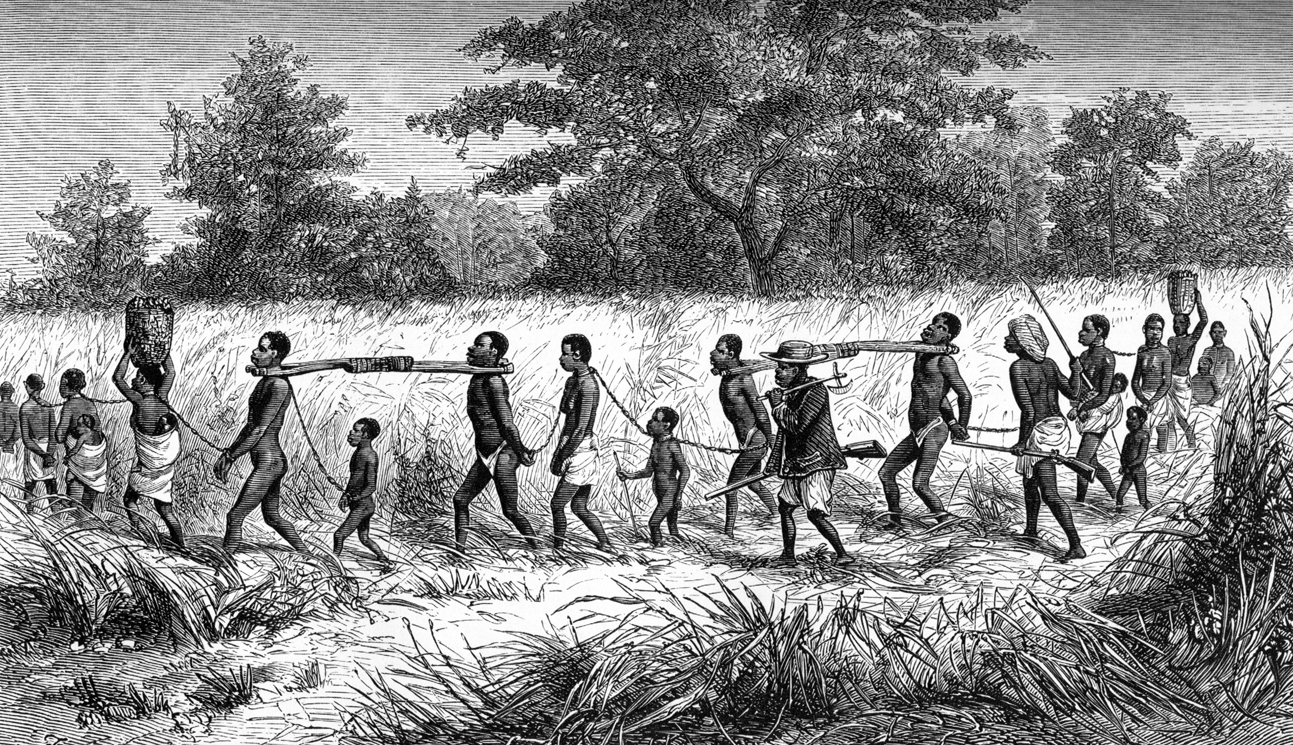
Торговці рабами та їхні полонені, скуті в ланцюги та з нашийниками з „палицями для приборкання“. З оповіді Лівінгстона

Історики Кемпбелл та Альперс стверджують, що в Південно-Східній Африці існувало безліч різних категорій праці, і що розмежування між рабами та вільними особами не було особливо актуальним у більшості суспільств. Однак, зі зростанням міжнародної торгівлі у XVIII та ХІХ століттях, Південно-Східна Африка почала брати значну участь в атлантичній работоргівлі; наприклад, володар острова Кілва підписав договір з французьким купцем у 1776 році про поставку 1000 рабів на рік.
Приблизно в той самий час купці з Оману, Індії та Південно-Східної Африки почали створювати плантації вздовж узбережжя та на островах. Щоб забезпечити робочими силами ці плантації, рабовласницькі набіги та рабовласництво набували дедалі більшого значення в регіоні, а работорговці (особливо Тіппу Тіп) стали помітною фігурою в політичному середовищі регіону. Торгівля в Південно-Східній Африці досягла свого апогею на початку 1800-х років, коли щорічно продавалося до 30 000 рабів. Однак рабство ніколи не стало значною частиною внутрішньої економіки, окрім Султанату Занзібар, де зберігалися плантації та сільськогосподарське рабство. Письменник та історик Тімоті Інсолл писав: „За даними, протягом ХІХ століття з узбережжя суахілі було вивезено 718 000 рабів, а 769 000 залишилося на узбережжі“. У різний час від 65 до 90 % населення Занзібару було поневоленим. Уздовж узбережжя Кенії 90 % населення було поневолено, тоді як половина населення Мадагаскару була поневолена.

### Південна Африка
Деякі африканські лідери, зокрема зулуські та інші групи нгуні, брали участь у работоргівлі, захоплюючи людей з ворогуючих груп під час конфліктів. Цих полонених потім продали в рабство.

## Історичні етапи

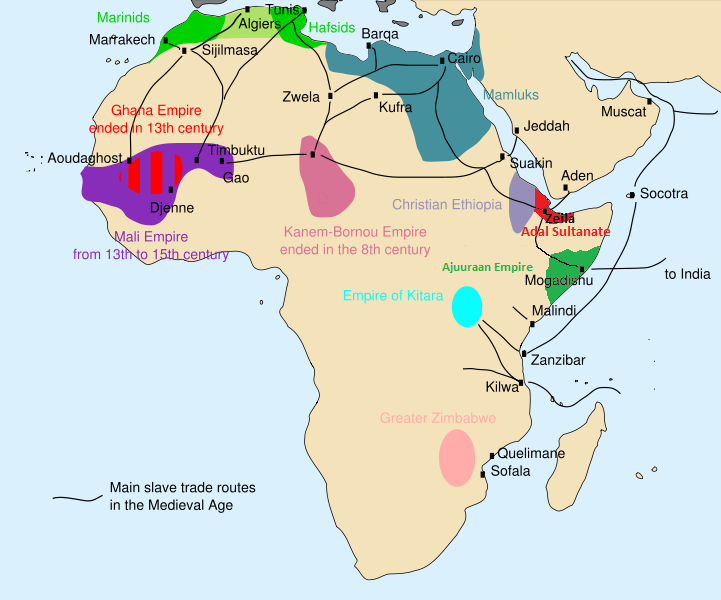
Основні шляхи работоргівлі в середньовічній Африці

Рабовласницькі відносини на африканському континенті зазнали трансформації завдяки чотирьом великомасштабним процесам: транссахарській торгівлі рабами, работоргівлі через Індійський океан, атлантичній работоргівлі, а також політиці та рухам за скасування рабства у XIX та XX століттях. Кожен із цих процесів значно вплинув на форми, масштаби та економічні аспекти рабства в Африці.
Оцінки кількості рабів, вивезених з Африки, за маршрутами
- Трансатлантична работоргівля
- Транссахарська работоргівля
- Індійськоокеанська работоргівля[118]

Рабовласницькі практики в Африці використовувалися в різні періоди для виправдання певних форм взаємодії європейців з народами Африки. Європейські письменники XVIII століття стверджували, що рабство в Африці було досить жорстоким, щоб виправдати атлантичну работоргівлю. Пізніші автори використовували подібні аргументи для виправдання втручання та подальшої колонізації європейськими державами з метою покласти край рабству в Африці.
Африканці знали, що чекає на рабів у Новому Світі. Багато елітних африканців відвідували Європу, використовуючи невільницькі кораблі, що прямували за панівними вітрами через Новий Світ. Один із прикладів цього стався, коли Антоніо Мануель, посол Конго у Ватикані, вирушив до Європи у 1604 році, зупинившись спочатку в Баїї, Бразилія, де він домовився про звільнення співвітчизника, якого незаконно поневолили. Африканські монархи також відправляли своїх дітей цими ж невільницькими шляхами для навчання в Європі. Після скасування рабства тисячі колишніх рабів повернулися на батьківщину і осіли в Ліберії і Сьєрра-Леоне.

### Транссахарська, Червономорська та Індійськоокеанська работоргівля

#### Рання історія
Ранні записи про транссахарську работоргівлю походять від давньогрецького історика Геродота у V столітті до нашої ери. Геродотом було зафіксовано, що гараманти займалися транссахарською работоргівлею та поневолювали печерних „ефіопів“ (ефіоп — це грецький термін для позначення чорношкірих, на відміну від походження з регіону Ефіопія), або троглодитів. Бербери гараманти значною мірою покладалися на працю рабів з країн Африки на південь від Сахари та використовували рабів у власних громадах для будівництва та обслуговування підземних іригаційних систем, відомих берберам як фоггара.
У ранній Римській імперії в місті Лепцида був заснований ринок рабів для купівлі та продажу рабів з внутрішніх районів Африки. Імперія запровадила митний податок на торгівлю рабами. У V столітті нашої ери римський Карфаген торгував чорношкірими рабами, яких привозили через Сахару. Схоже, що чорношкірих рабів цінували в Середземномор'ї як домашніх рабів за їхню екзотичну зовнішність. Деякі історики стверджують, що масштаби работоргівлі в цей період могли бути більшими, ніж у середньовіччі, через високий попит на рабів у Римській імперії.
Торгівля рабами в Індійському океані сягає 2500 року до нашої ери. Стародавні ассирійці та вавилоняни, єгиптяни, греки, індійці та перси торгували рабами в невеликих масштабах через Індійський океан (а іноді й через Червоне море). Торгівлю рабами в Червоному морі приблизно за часів Александра Македонського описує Агатархід. У „Географії“ Страбона (завершеній після 23 року н. е.) згадується про греків з Єгипту, які торгували рабами в порту Адуліс та інших портах на узбережжі Сомалі. У „Природничій історії“ Плінія Старшого (опублікованій у 77 році нашої ери) також описана работоргівля в Індійському океані. У I столітті нашої ери Періпл Еритрейського моря повідомляв про можливості работоргівлі в регіоні, зокрема про торгівлю „красивими дівчатами для конкубінату“. За цим посібником, рабів експортували з Омани (ймовірно, поблизу сучасного Оману) та Кане на західне узбережжя Індії. Стародавня работоргівля в Індійському океані була можливою завдяки будівництву човнів, здатних перевозити велику кількість людей через Перську затоку, з деревини, імпортованої з Індії. Це кораблебудування сягає корінням часів Ассирії, Вавилону та Ахеменідів.
Після участі Візантійської імперії та Сасанідської імперії в работоргівлі в I столітті, вона стала великим заходом. Косма Індікоплевст у своїй „Християнській топографії“ (550 р. н. е.) писав, що рабів, захоплених в Ефіопії, імпортували до Візантійського Єгипту через Червоне море. Він також згадав про імпорт візантійцями неафриканських євнухів з Месопотамії та Індії. Після I століття експорт чорношкірих африканців став „постійним фактором“. За часів Сасанідів торгівля в Індійському океані перевозила не лише рабів, а й вчених та купців.

#### Арабські работорговці та ринки
Арабська работоргівля зародилася у VIII столітті. Перші маршрути забезпечували постачання рабів з регіонів на схід від Великих озер і з Сахеля. Закони ісламу допускали рабство, але забороняли перетворювати на рабів мусульман, тому в рабство звертали в основному людей з-за межі африканського поширення Ісламу. Постачання рабів через Сахару й Індійський океан почалось з IX століття, коли цей маршрут взяли під контроль афро-арабські работорговці. За наявними оцінками, щорічно з узбережжя Червоного моря та Індійського океану вивозилося лише кілька тисяч рабів. Їх продавали на невільничих ринках Середнього Сходу. Нарощування обсягів відбулося з розвитком кораблебудування, яке дозволило збільшити обсягів продукції, яку постачали з плантацій, що викликало необхідність залучення додаткової робочої сили. Обсяги работоргівлі досягли десятків тисяч чоловік на рік. У 1800-ті роки відбулося різке збільшення потоку рабів з Африки в ісламські країни. У 1850-ті роки припинилося постачання рабів з Європи, стався новий стрибок обсягів. Работоргівля припинилася лише у 1900-х роках після початку колонізації Африки європейцями.
Порабування африканців для східних ринків почалося до VII століття, але залишалося на низькому рівні до 1750 року. Обсяг торгівлі досяг піку приблизно у 1850 році, але, можливо, здебільшого закінчився приблизно у 1900 році. Участь мусульман у работоргівлі розпочалася у VIII та IX століттях нашої ери, починаючи з невеликих переміщень людей, переважно з регіону східних Великих озер та Сахелю.
Торгівля рабами через Сахару та Індійський океан також має довгу історію, починаючи з контролю над морськими шляхами арабськими торговцями в ІХ столітті. За оцінками, в той час щороку з узбережжя Червоного моря та Індійського океану вивозили кілька тисяч рабів. Їх продавали по всьому Близькому Сходу. Ця торгівля прискорилася, оскільки переваги кораблів призвели до зростання обсягів торгівлі та попиту на робочу силу на плантаціях. Зрештою, щороку викрадали десятки тисяч. На узбережжі Суахілі афро-арабські работорговці захоплювали народи банту з глибини країни та доставляли їх до узбережжя. Там раби поступово асимілювалися в сільській місцевості, зокрема на островах Унгуджа та Пемба.
Це змінило рабовласницькі відносини, створивши нові форми зайнятості рабів (як євнухів для охорони гаремів та у військових частинах) та створивши умови для свободи (а саме навернення, хоча це звільняло б лише дітей раба). Хоча рівень торгівлі залишався відносно невеликим, загальна кількість рабів протягом кількох століть існування торгівлі була значною. Через свою незначну та поступову природу, вплив на практику рабства в громадах, які не прийняли іслам, був відносно невеликим. Однак у 1800-х роках работоргівля з Африки до ісламських країн значно зросла. Коли приблизно в 1850-х роках європейська работоргівля припинилася, работоргівля на сході значно зросла лише для того, щоб припинитися з європейською колонізацією Африки приблизно в 1900 році. Між 1500 і 1900 роками мусульманські торговці перевезли до узбережжя Індійського океану, Близького Сходу та Північної Африки до 17 мільйонів африканських рабів.
У 1814 році швейцарський дослідник Йоганн Буркхардт писав про свої подорожі Єгиптом та Нубією, де він бачив практику работоргівлі: „Я часто був свідком сцен найбезсоромнішої непристойності, з яких торговці, які були головними дійовими особами, лише сміялися. Наважуся стверджувати, що дуже мало рабинь, яким виповнився десятий рік, досягають Єгипту чи Аравії у стані цноти“.

У своїх щоденниках Девід Лівінгстон розповідає про работоргівлю у Східній Африці:
Перевершити це зло просто неможливо.:442
Лівінгстон писав про групу рабів, яких арабські работорговці змусили йти пішки в районі Великих африканських озер, коли він подорожував туди в 1866 році:
19 червня 1866 року – Ми пройшли повз жінку, прив'язану за шию до дерева, яка була мертва. Місцеві жителі пояснили, що вона не змогла йти в ногу з іншими рабами в групі, і її господар вирішив, що вона не повинна стати нічиєю власністю, якщо одужає.:56
26 червня 1866 року – ... Ми натрапили на вбиту рабиню – застрелену або заколоту, яка лежала на дорозі. Приблизно за сто ярдів з одного боку стояла група чоловіків, а з іншого – жінки, які спостерігали. Вони пояснили, що араб, котрий проходив тут рано-вранці, зробив це у гніві, бо втратив заплачену за неї ціну через те, що вона більше не могла йти.

27 червня 1866 року – Сьогодні ми зустріли чоловіка, який помер від виснаження – він був украй худим. Один з наших людей, відхилившись від шляху, виявив численних рабів з дерев'яними колодками, яких господарі покинули через голод; вони були настільки знесилені, що не могли говорити чи повідомити, звідки вони; серед них були й зовсім юні.:62
Смертність транссахарських маршрутів порівнянна з трансатлантичними. Смертність рабів у Єгипті та Північній Африці була дуже високою, навіть якщо їх добре годували та з ними добре поводилися. У середньовічних посібниках для покупців рабів, написаних арабською, перською та турецькою мовами, пояснювалося, що африканці з регіонів Судану та Ефіопії схильні до хвороб та смерті в новому середовищі.
Занзібар колись був головним портом работоргівлі Східної Африки, і за часів оманських арабів у ХІХ столітті через занзібарську работоргівлю щороку проходило до 50 000 рабів.

#### Європейські торговці та колоніальні ринки
Європейська работоргівля в Індійському океані почалася, коли на початку XVI століття Португалія заснувала Португальську Індію. До 1830-х років з Мозамбіку щорічно вивозили близько 200 рабів, і аналогічні цифри були оцінені щодо рабів, яких привозили з Азії на Філіппіни під час Іберійського союзу (1580—1640).
Заснування Голландської Ост-Індської компанії на початку XVII століття призвело до швидкого збільшення обсягів работоргівлі в регіоні; у XVII та XVIII століттях у різних голландських колоніях в Індійському океані налічувалося, мабуть, до 500 000 рабів. Наприклад, близько 4000 африканських рабів було використано для будівництва фортеці Коломбо на голландському Цейлоні. Балі та сусідні острови у 1620—1830 роках постачали регіональним мережам близько 100 000—150 000 рабів. Індійські та китайські работорговці протяго XVII та XVIII століть поставили до голландської Індонезії близько 250 000 рабів.
У цей період була заснована Ост-Індська компанія (EIC), і в 1622 році один з її кораблів перевозив рабів з Коромандельського узбережжя до Голландської Ост-Індії. Ірландська індійська торгова корпорація торгувала переважно африканськими рабами, а також деякими азійськими рабами, придбаними у індійських, індонезійських та китайських работорговців. 1721 року французи заснували колонії на островах Реюньйон та Маврикій; до 1735 року на Маскаренських островах проживало близько 7200 рабів, а в 1807 році їх кількість досягла 133 000. Однак 1810 року британці захопили острови, і оскільки британці заборонили работоргівлю 1807 році, розвинулася система таємної работоргівлі, щоб доставляти рабів французьким плантаторам на островах. Загалом з 1670 по 1848 рік на Маскаранські острови було вивезено 336 000—388 000 рабів.
Загалом європейські торговці вивезли 567 900—733 200 рабів з Індійського океану між 1500 і 1850 роками і за той самий період майже стільки ж з Індійського океану до Америки. Проте, торгівля рабами в Індійському океані була дуже обмеженою порівняно з приблизно 12 000 000 рабів, вивезених через Атлантику.

### Трансатлантична работоргівля
Атлантична або трансатлантична работоргівля відбувалася через Атлантичний океан з XV по XIX століття. За словами Патріка Меннінга, атлантична работоргівля відіграла важливу роль у перетворенні африканців з меншості світового населення рабів у 1600 році на переважну більшість до 1800 року. До 1850 року кількість африканських рабів в Африці перевищила кількість рабів в Америці.
За порівняно короткий час работоргівля перетворилася з маргінальної галузі економіки на її найбільший сектор. Окрім того, сільськогосподарські плантації значно розширилися і набули ключового значення в багатьох суспільствах. Економічні міські центри, що слугували основою основних торговельних шляхів, змістилися до західного узбережжя. Водночас багато африканських громад переселилися далеко від шляхів работоргівлі, часто захищаючи себе від атлантичної работоргівлі, але водночас перешкоджаючи економічному та технологічному розвитку.
У багатьох африканських суспільствах традиційне родове рабство стало більше схожим на рабство рухомого майна через зростання попиту на робочу силу. Це призвело до загального погіршення якості життя, умов праці та статусу рабів у західноафриканських суспільствах. Асимілятивне рабство все частіше замінювалося кріпацтвом. Асимілятивне рабство в Африці часто дозволяло з часом отримати свободу, а також значний культурний, соціальний та/або економічний вплив. До рабів часто ставилися як до членів сім'ї власника, а не просто як до майна.
Розподіл статей серед поневолених народів за традиційного родового рабства вважав жінок більш бажаними рабинями через вимоги до домашньої праці та з репродуктивних міркувань. Рабів-чоловіків використовували для більш фізичної сільськогосподарської праці, але оскільки більше поневолених чоловіків вивозили на Західне узбережжя та через Атлантику до Нового Світу, рабинь все частіше використовували для фізичної та сільськогосподарської праці, а також зросло багатоженство. Рабство в Америці було дуже вимогливим через фізичний характер роботи на плантаціях, і це було найпоширенішим місцем призначення рабів-чоловіків у Новому Світі.
Існує думка, що зменшення кількості працездатного населення внаслідок атлантичної работоргівлі обмежило здатність багатьох суспільств обробляти землю та розвиватися. Багато вчених стверджують, що трансатлантична работоргівля залишила Африку недорозвиненою, демографічно незбалансованою і вразливою для майбутньої європейської колонізації.
Першими європейцями, які прибули на узбережжя Гвінеї, були португальці; першим європейцем, який фактично купив поневолених африканців у регіоні Гвінеї, був Антау Гонсалвіш, португальський дослідник у 1441 році нашої ери. Спочатку зацікавлені в торгівлі переважно золотом та спеціями, вони заснували колонії на безлюдних островах Сан-Томе. У XVI столітті португальські поселенці виявили, що ці вулканічні острови ідеально підходять для вирощування цукру. Вирощування цукру — це трудомістке заняття, і португальських поселенців було важко залучити через спеку, відсутність інфраструктури та важке життя. Для вирощування цукру португальці звернулися до великої кількості поневолених африканців. У XVI столітті португальці, що влаштувалися на островах Мадейра, Кабо-Верде і Сан-Томе, почали використовувати негрів-рабів для обробітку цукрових плантацій, оскільки для європейців клімат островів виявився важким. З відкриттям Америки португальська факторія Ельміна стала важливим центром з відправлення рабів до Нового Світу.
Іспанці були першими європейцями, які використовували поневолених африканців на таких островах Америки, як Куба та Еспаньйола, де тривожний рівень смертності серед корінного населення спонукав до прийняття перших королівських законів, що захищали корінне населення (Закони Бургоса, 1512–13 рр.). Перші поневолені африканці прибули на Еспаньйолу 1501 року невдовзі після того, як папська булла 1493 року передала майже весь Новий Світ Іспанії.
Наприклад, в Ігболенді оракул Аро (релігійний авторитет ігбо) почав засуджувати більше людей до рабства через незначні порушення, які раніше, ймовірно, не каралися б рабством, тим самим збільшуючи кількість рабів, доступних для купівлі.
Атлантична работоргівля досягла піку наприкінці XVIII століття, коли найбільшу кількість людей було куплено або захоплено в Західній Африці та вивезено до Америки. Збільшення попиту на рабів через експансію європейських колоніальних держав до Нового Світу зробило работоргівлю набагато прибутковішою для західноафриканських держав, що призвело до створення низки фактичних західноафриканських імперій, що процвітали завдяки работоргівлі. До них належали держава Боно, імперія Ойо (йоруба), імперія Конг, імамат Фута-Джаллон, імамат Фута-Торо, королівство Коя, королівство Хассо, королівство Каабу, конфедерація Фанте, конфедерація Ашанті та королівство Дагомей.
Ці королівства спиралися на мілітаристську культуру постійних воєн, щоб створювати велику кількість полонених, необхідних для торгівлі з європейцями. Це задокументовано в дебатах про работоргівлю в Англії на початку ХІХ століття: «Всі старі письменники сходяться на думці, що війни ведуться не тільки з єдиною метою завоювання рабів, але й що вони розпалюються європейцями з цією метою». Поступова відмова від рабства в європейських колоніальних імперіях протягом XIX століття знову призвела до занепаду та краху цих африканських імперій. Коли європейські держави почали припиняти атлантичну работоргівлю, це спричинило подальшу зміну: великі рабовласники в Африці почали експлуатувати поневолених людей на плантаціях та у виробництві іншої сільськогосподарської продукції.

### Скасування рабства
Остання значна трансформація рабовласницьких відносин відбулася з непослідовними зусиллями з емансипації, що розпочалися в середині ХІХ століття. Коли європейська влада почала захоплювати значні частини внутрішньої Африки, починаючи з 1870-х років, колоніальна політика в цьому питанні часто була неоднозначною. Наприклад, навіть коли рабство вважалося незаконним, колоніальна влада повертала рабів-втікачів їхнім господарям. Рабство зберігалося в деяких країнах, що перебували під колоніальним правлінням, а в деяких випадках лише після здобуття незалежності практика рабства суттєво змінилася. Антиколоніальна боротьба в Африці часто об'єднувала рабів та колишніх рабів з господарями та колишніми господарями для боротьби за незалежність; однак ця співпраця була недовговічною, і після здобуття незалежності політичні партії часто формувалися на основі стратифікації рабів та господарів. У деяких частинах Африки рабство та подібні до рабства практики продовжуються й донині, зокрема незаконна торгівля жінками та дітьми. Виявилося, що урядам і громадянському суспільству важко усунути цю проблему.

#### XVIII та ХІХ століття
Зусилля європейців проти рабства та работоргівлі розпочалися наприкінці XVIII століття та мали великий вплив – рабство почали поступово скасовувати. Португалія була першою країною на континенті, яка скасувала рабство в метрополії та Португальській Індії законом, виданим 12 лютого 1761 року, але захід не охопив їх колоній у Бразилії та Африці. Франція скасувала рабство у 1794 році. Однак рабство було знову дозволено Наполеоном у 1802 році та скасовано остаточно лише у 1848 році. У 1803 році Данія-Норвегія стала першою країною в Європі, яка запровадила заборону на работоргівлю. Рабство саме по собі було заборонено лише у 1848 році. Велика Британія наслідувала цей приклад у 1807 році, ухваливши парламентом Закон про скасування работоргівлі. Цей закон дозволяв суворі штрафи для капітанів невільницьких суден, що зростали залежно від кількості перевезених рабів. Після цього Велика Британія прийняла Закон про скасування рабства 1833 року, який звільнив усіх рабів у Британській імперії. Британський тиск на інші країни призвів до того, що вони погодилися припинити работоргівлю з Африки. Наприклад, Закон США про работоргівлю 1820 року прирівнював работоргівлю до піратства та карав її смертю. Крім того, під тиском Великої Британії 1847 року Османська імперія скасувала работоргівлю з Африки.
До 1850 року, коли останній великий учасник работоргівлі на Атлантиці (Бразилія) ухвалив закон Еусебіу де Кейроса, що забороняв работоргівлю, работоргівля значно уповільнилася, і загалом тривала лише незаконна торгівля. Бразилія продовжувала практику рабства та залишалася головним осередком незаконної работоргівлі приблизно до 1870 року, а скасування рабства стало остаточним у 1888 році, коли принцеса Ізабель Бразильська та міністр Родріго Сілва (зять сенатора Еусебіо де Кейруша) заборонили цю практику. У цей період британці активно діяли щодо припинення незаконної атлантичної работоргівлі. За даними дослідників між 1808 і 1860 роками західноафриканська ескадра захопила 1600 невільницьких кораблів та звільнилая 150 000 африканців, які перебували на борту цих кораблів. Також було вжито заходів проти африканських лідерів, які відмовилися погодитися на британські договори про заборону торгівлі, наприклад, проти „короля-узурпатора Лагосу“, поваленого в 1851 році. Договори проти рабства були підписані з понад 50 африканськими правителями.
За словами Патріка Меннінга, внутрішнє рабство було найбільш важливим для Африки в другій половині ХІХ століття: „Якщо і є час, коли можна говорити про африканські суспільства, організовані навколо рабовласницького способу виробництва, то це були [1850-1900] роки“. Скасування атлантичної работоргівлі призвело до того, що економіка африканських держав, залежних від цієї торгівлі, була реорганізована в бік внутрішнього плантаційного рабства і легальної торгівлі, в якій використовувалася рабська праця. До цього періоду рабство, як правило, було домашнім.
Триваючий рух проти рабства в Європі став приводом (casus belli) для війни для європейського завоювання та колонізації значної частини африканського континенту. Це була центральна тема Брюссельської конференції проти рабства 1889-90 років. Наприкінці ХІХ століття під час боротьби за Африку континент був швидко розділений між європейськими імперіалістичними державами, і раннім, але другорядним напрямком усіх колоніальних режимів було придушення рабства та работоргівлі. Сеймур Дрешер стверджує, що європейські інтереси у скасуванні рабства були передусім мотивовані економічними та імперськими цілями. Незважаючи на те, що рабство часто було виправданням завоювання, колоніальні режими часто ігнорували рабство або дозволяли рабським практикам продовжуватися. Це було пов'язано з тим, що колоніальна держава залежала від співпраці з місцевими політичними та економічними структурами, які були тісно пов'язані з рабством. Як наслідок, рання колоніальна політика зазвичай була спрямована на припинення работоргівлі, водночас регулюючи існуючі практики рабства та послаблюючи владу рабовласників. Крім того, ранні колоніальні держави мали слабкий ефективний контроль над своїми територіями, що перешкоджало зусиллям щодо широкомасштабного скасування рабства. Спроби скасування рабства стали більш конкретними пізніше, протягом колоніального періоду.

#### ХХ століття до Другої світової війни
Існувало багато причин для занепаду і скасування рабства в Африці в колоніальний період, включаючи політику колоніальних держав, різні економічні зміни і опір рабів. Економічні зміни в колоніальний період, у тому числі зростання найманої праці і товарних культур, прискорили занепад рабства, пропонуючи рабам нові економічні можливості. Скасування работоргівлі та припинення війн між африканськими державами різко зменшили пропозицію рабів. Раби скористалися ранніми колоніальними законами, які номінально скасовували рабство, і мігрували подалі від своїх господарів, хоча ці закони часто мали на меті більше регулювати рабство, ніж фактично його скасовувати. Ця міграція призвела до більш конкретних зусиль колоніальних урядів щодо скасування рабства. Після завоювання та скасування рабства французами, у Французькій Західній Африці між 1906 і 1911 роками понад мільйон рабів втекли від своїх господарів до попередніх домівок. Після скасування рабства Францією у 1896 році на Мадагаскарі було звільнено понад 500 000 рабів. У відповідь на цей тиск Ефіопія офіційно скасувала рабство 1932 року, халіфат Сокото — у 1900 році, а решта Сахелю — у 1911 році.
Після закінчення трансатлантичної работоргівлі інші маршрути работоргівлі, якими перевозили невільників з Африки, продовжували існувати і в ХХ столітті. Британці боролися з работоргівлею в Індійському океані, у тому числі з работоргівлею на Занзібарі, шляхом укладення низки антирабських договорів, які вони уклали з султанатом Занзібар між 1822 та 1909 роками, кожен з яких обмежував торгівлю рабами між узбережжям Суахілі на сході Африки та Аравійським півостровом. В угоді 1867 року, укладеній з британцями, Занзібар був змушений заборонити експорт рабів до Аравії та обмежити работоргівлю в межах султанату лише між 9 градусом південної широти від Кілви та 4 градусом південної широти від Ламу. Після 1867 року британська кампанія проти работоргівлі в Індійському океані була підірвана оманськими невільничими суднами під французькими прапорами, які перевозили рабів до Аравії та Перської затоки зі Східної Африки аж до Мозамбіку, що французи терпіли до 1905 року, коли Гаазький міжнародний трибунал зобов'язав Францію обмежити використання французьких прапорів на оманських суднах; проте, дрібномасштабна контрабанда рабів зі Східної Африки до Аравії продовжувалась до 1960-х років.
Протягом ХХ століття питанням рабства займалася Ліга Націй, яка заснувала комісії для розслідування та викорінення інституту рабства та работоргівлі в усьому світі. Тимчасова комісія з питань рабства провела глобальне розслідування у 1924—1926 роках та подала звіт, а також була розроблена конвенція, Конвенція про рабство 1926 року, щоб пришвидшити повне скасування рабства та работоргівлі. У 1932 році Ліга створила Комітет експертів з питань рабства для розгляду результатів та забезпечення виконання Конвенції про рабство 1926 року, що призвело до нового міжнародного розслідування в рамках першого постійного комітету з питань рабства, Консультативного комітету експертів з питань рабства. В обох цих розслідуваннях зазначалося, що африканських рабів перевозили з Африки до мусульманського арабського світу, де рабство у вигляді рухомого майна все ще було законним.
З транссахарською работоргівлею боролися колоніальні адміністрації, які номінально контролювали території пустелі Сахара з кінця XIX століття. Як французька, іспанська, італійська, так і британська колоніальні влади офіційно заявляли, що вони протидіють стародавній работоргівлі, яка транспортувала поневолених африканців через Сахару до арабської Північної Африки та Близького Сходу. Однак насправді західні колоніальні адміністрації мали незначний реальний контроль над територіями Сахари і не могли фактично боротися з работоргівлею на практиці, хоча це поступово обмежувало торгівлю.
Колоніальна влада заявила, що работоргівля все ще була активною у 1930-х роках, хоча з нею активно боролися. Італійці повідомили Консультативному комітету експертів з питань рабства в 1930-х роках, що транссахарська работоргівля була знищена паралельно з італійським завоюванням, під час якого на невільницькому ринку Куфра було звільнено 900 рабів, а у звіті 1936 року Консультативному комітету експертів з питань рабства французи, британці та італійці заявили, що всі вони обстежили джерела води вздовж караванних шляхів у Сахарі, щоб боротися з транссахарською работоргівлею з Нігерії до Північної Африки. У звіті 1937 року для Консультативного комітету експертів з питань рабства як Франція, так і Іспанія запевняли, що вони активно боролися з набігами рабів транссахарських работорговців, а в 1938 році французи заявили, що вони забезпечили контроль над прикордонними районами вздовж Марокко та Алжиру та ефективно запобігли транссахарській работоргівлі в цьому районі.

#### Після Другої світової війни
Стародавня червономорська работоргівля, яка перевозила поневолених африканців на Аравійський півострів через Червоне море, тривала до 1960-х років. Щорічне паломництво до Мекки, хадж, було великим інструментом поневолення. Мусульманські африканські паломники, які здійснювали хадж через Сахару, обманювалися або отримували від вождів племен дешеві проїзні квитки; коли вони прибували на східне узбережжя, їх переправляли через Червоне море на човнах работоргівців або на невеликих пасажирських літаках, а після прибуття до Саудівської Аравії вони дізнавалися, що їх мали продати на невільничому ринку, а не для здійснення хаджу. Англійський мандрівник Чарльз М. Доуті, який відвідав Центральну Аравію у 1880-х роках, зазначив, що африканських рабів щороку привозили до Аравії під час хаджу, і що „в кожному племені та місті є раби та рабині, а також вільні негритянські родини“.

Рабство в ісламських суспільствах описується як благодійний інститут, і король Абдель-Азіз ібн Сауд зауважив британському офіцеру посольства Мунші Іхсануллі, що західноафриканці
жили як звірі, що їм набагато краще бути рабами, і що, якби його воля, він би взяв усіх (західноафриканських) паломників у рабство, підняв би їх з їхнього зіпсованого стану і перетворив на щасливих, процвітаючих і цивілізованих істот.
Проти работоргівлі в Червоному морі виступали британці, які прагнули контролювати потоки паломників, що прямували через Африку. Вони здійснювали патрулювання Червоного моря та регулювали перевезення, проте ці заходи виявилися малоефективними, оскільки работорговці інформували європейські колоніальні адміністрації, що раби є їхніми дружинами, дітьми, прислугою або попутниками, що здійснюють Хадж. Самі ж жертви були переконані в цьому, не усвідомлюючи, що їх транспортують як рабів.
Стаття 4 Загальної декларації прав людини, прийнятої Генеральною Асамблеєю ООН у 1948 році, прямо забороняла рабство. Після Другої світової війни рабство було офіційно скасовано законом майже в усьому світі, за винятком Аравійського півострова та деяких частин Африки. Рабство у вигляді рухомого майна все ще було законним у Саудівській Аравії, Ємені, Договірних еміратах (сучасні ОАЕ) та Омані, а рабів постачали на Аравійський півострів через работоргівлю через Червоне море. Коли після Другої світової війни Лігу Націй замінила Організація Об'єднаних Націй (ООН), Чарльз Вілтон Вуд Грінідж з Антирабовласницького інтернаціоналу працював в ООН, щоб продовжити розслідування глобального рабства, яке проводив ACE Ліги, а в лютому 1950 року було створено Спеціальний комітет з питань рабства Організації Об'єднаних Націй, що зрештою призвело до прийняття Додаткової конвенції про скасування рабства. Рабство в Саудівській Аравії, Ємені та Об'єднаних Арабських Еміратах припинилося лише у 1960-х та 1970-х роках. У ХХІ столітті активісти стверджують, що багато іммігрантів, які їдуть до цих країн на роботу, утримуються фактично у рабстві за системою кафала.
Колоніальні нації здебільшого успішно досягли своєї мети скасувати рабство, хоча рабство все ще дуже поширене в Африці, навіть попри те, що воно поступово перейшло до економіки, що базується на заробітній платі. Незалежні держави, які намагалися вестернізувати Європу або вразити її, іноді культивували образ придушення рабства, навіть коли вони, як у випадку з Єгиптом, наймали європейських солдатів, як-от експедиція Семюеля Вайта Бейкера вгору по Нілу. Рабство ніколи не було викорінене в Африці, і воно часто зустрічається в африканських державах, таких як Чад, Ефіопія, Малі, Нігер і Судан, у місцях, де закон і порядок зазнали краху.
Рабство, незважаючи на майже повсюдну заборону в усьому світі, залишається проблемою. Понад 30 мільйонів жителів планети можуть вважатися рабами. У Мавританії до 600 000 чоловіків, жінок і дітей, або 20 % населення є рабами, здебільшого перебуваючи в кабальній залежності. Рабство в Мавританії було оголошено незаконним лише в серпні 2007 року. Під час Другої громадянської війни в Судані в рабство було звернуто за різними оцінками від 14 000 до 200 000 осіб. У Нігері, де рабство скасували в 2003 році, за даними 2010 року майже 8 % населення залишаються рабами.

## Наслідки

### Демографічні показники
Рабство та работоргівля мали значний вплив на чисельність населення та гендерний розподіл на більшій частині Африки. Точний вплив цих демографічних зрушень був предметом значних дискусій. Атлантична работоргівля, яка досягла свого піку в середині 1700-х років, щорічно вивозила 70 000 людей, переважно із західного узбережжя Африки. Транссахарська работоргівля включала захоплення людей з внутрішніх районів континенту, яких потім переправляли за океан через порти на Червоному морі та в інші місця. Пік бартеру на рік припав на 10 000 осіб у 1600-х роках. За словами Патріка Меннінга, в результаті цієї работоргівлі у значних частинах Африки на південь від Сахари спостерігалося послідовне скорочення населення.
Це скорочення населення по всій Західній Африці з 1650 по 1850 рік посилилося тим, що работорговці надавали перевагу рабам-чоловікам. Така перевага існувала лише в трансатлантичній работоргівлі. На африканському континенті торгували більше рабинь, ніж чоловіків. У східній Африці работоргівля була багатонаправленою та змінювалася з часом. Щоб задовольнити попит на чорну працю, рабів-занджів, захоплених у південних внутрішніх районах, протягом століть продавали через порти на північному узбережжі у великій кількості покупцям у долині Нілу, на Африканському Розі, Аравійському півострові, у Перській затоці, Індії, на Далекому Сході та островах Індійського океану.

### Масштаби

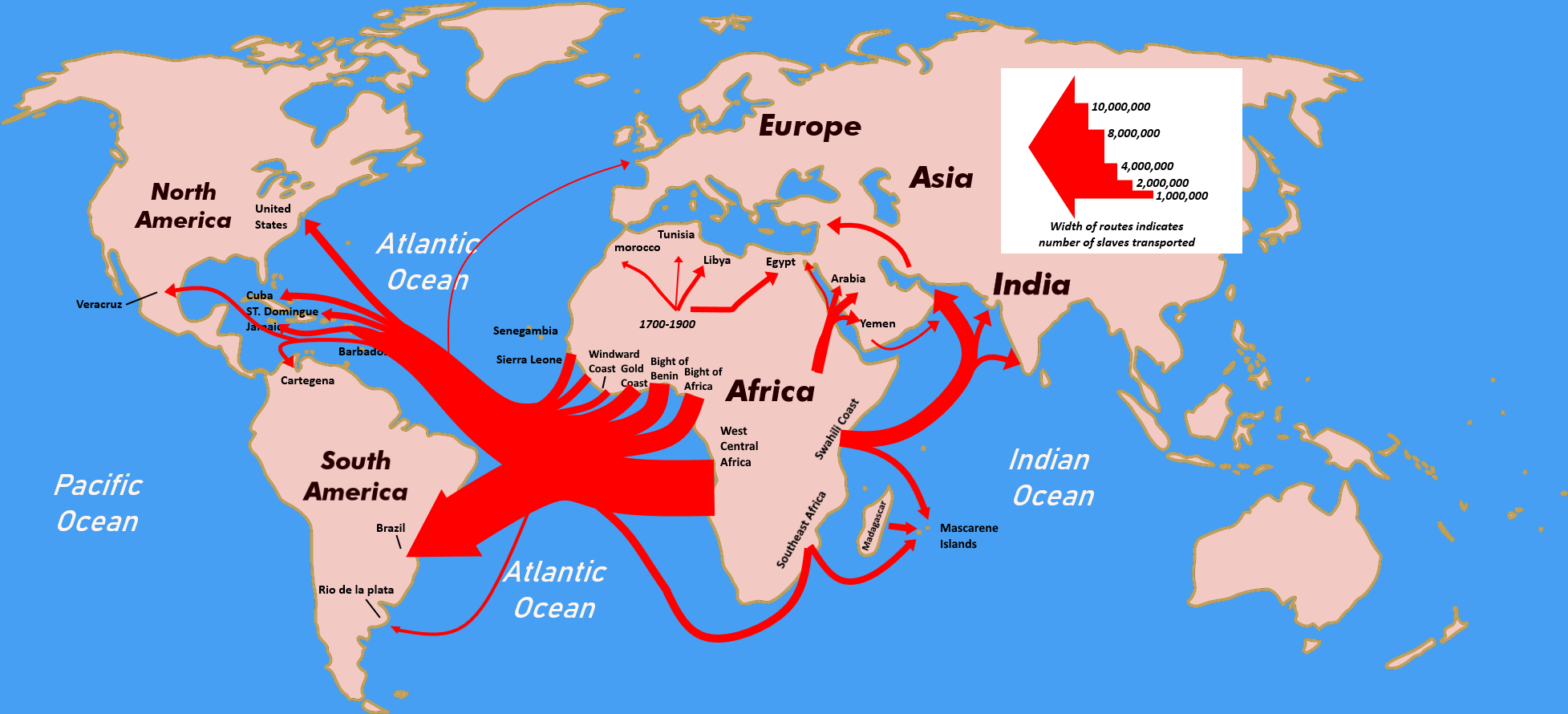
Основні маршрути транспортування рабів з Африки, за обсягом переміщених рабів, між 1500 і 1900 роками.

Масштаби рабства в Африці та торгівлі рабами в інші регіони точно невідомі. Хоча атлантична работоргівля вивчена найкраще, оцінки коливаються від восьми до двадцяти мільйонів осіб. За даними про трансатлантичну работоргівлю, в період між 1450 і 1900 роками жертвами атлантичної работоргівлі стало близько 12,8 мільйона осіб. За оцінками, работоргівля через Сахару та Червоне море з Сахари, Африканського Рогу та Східної Африки у період з 600 до 1600 років становила 6,2 мільйона осіб. Хоча показник у Східній Африці знизився у 1700-х роках, у 1800-х роках він зріс і оцінюється за це століття в 1,65 мільйона.
За оцінками Патріка Меннінга, між XVI та XIX століттями в атлантичну торгівлю потрапило близько 12 мільйонів рабів, але близько 1,5 мільйона загинули на борту кораблів. Близько 10,5 мільйонів рабів прибули до Америки. Окрім рабів, які загинули на шляху, ще більше африканців, ймовірно, загинуло під час воєн і набігів работоргівців всередині Африки та під час примусових маршів до портів. За оцінками Меннінга, після захоплення 4 мільйони померли всередині Африки, і ще більше померли молодими. Оцінка Меннінга охоплює 12 мільйонів, які спочатку мали бути призначені для Атлантики, а також 6 мільйонів, призначених для азійських ринків рабів, та 8 мільйонів, призначених для африканських ринків.
За даними Девіда Стеннарда, 50 % смертей в Африці сталися в результаті війн між корінними королівствами, які породили більшість рабів. Дані включають тих, хто загинув у битвах, і тих, хто загинув в результаті вимушених маршів до портів рабства на узбережжі. Практика поневолення ворожих комбатантів та їхніх сіл була поширена по всій Західній та Західній Центральній Африці, хоча війни рідко розпочиналися для придбання рабів. Работоргівля була значною мірою побічним продуктом племінних та державних воєн як спосіб усунення потенційних дисидентів після перемоги або фінансування майбутніх війн.

### Дебати щодо демографічного ефекту

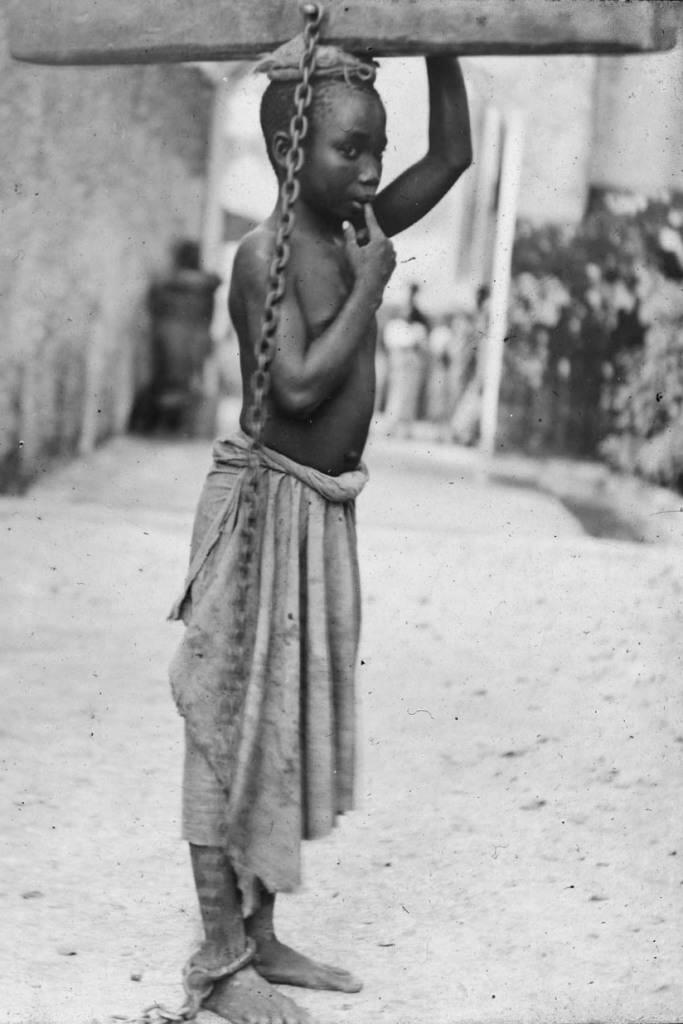
Фотографія хлопчика-раба на Занзібарі: «Покарання арабського господаря за незначний злочин»

Демографічні наслідки работоргівлі є одними з найбільш суперечливих та обговорюваних питань. Волтер Родні стверджував, що експорт такої великої кількості людей став демографічною катастрофою та назавжди залишив Африку у невигідному становищі порівняно з іншими частинами світу, і що це значною мірою пояснює постійну бідність цього континенту. Він наводить цифри, які показують, що населення Африки в цей період стагнувало, в той час як населення Європи та Азії різко зростало. За словами Родні, всі інші сфери економіки були зруйновані работоргівлею, оскільки верхівка купецтва покинула традиційні галузі промисловості заради работоргівлі, а нижчі верстви населення були зруйновані самою работоргівлею.
Інші оскаржили цю точку зору. Дж. Д. Фейдж порівняв вплив кількості на континент в цілому. Девід Елтіс порівняв ці цифри з темпами еміграції з Європи протягом цього періоду. Тільки у ХІХ столітті понад п’ятдесят мільйонів людей покинули Європу та вирушили до Америки, що набагато більше, ніж будь-коли було вивезено з Африки.
Інші, у свою чергу, оскаржували цю точку зору. Джозеф Е. Інікорі стверджує, що історія регіону показує, що наслідки все ще були досить згубними. Він стверджує, що африканська економічна модель того періоду дуже відрізнялася від європейської і не могла витримати таких втрат населення. Скорочення населення в окремих районах також призвело до масштабних проблем. Інікорі також зазначає, що після придушення работоргівлі населення Африки майже одразу почало стрімко зростати, ще до запровадження сучасних ліків.

### Вплив на економіку Африки

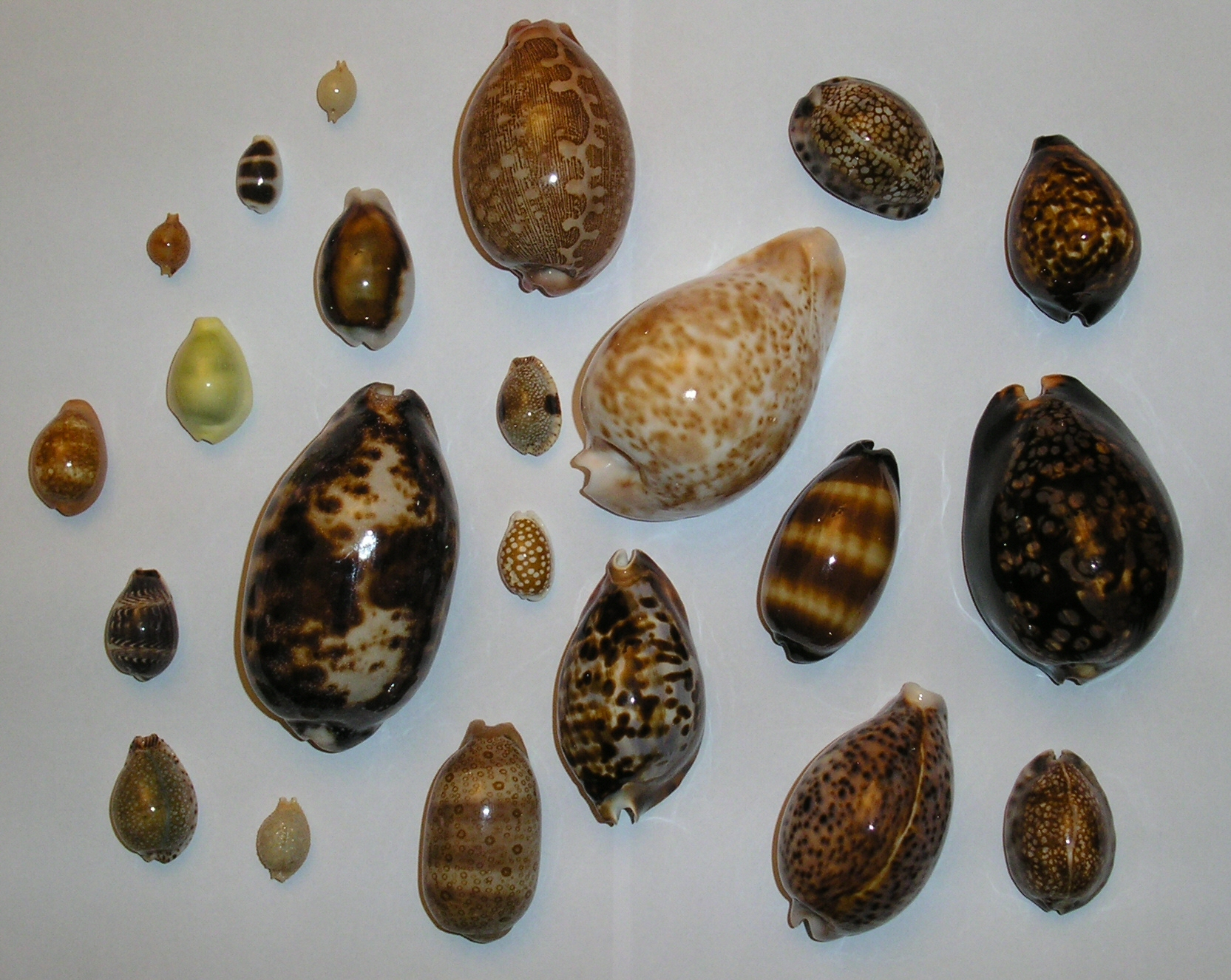
Мушлі каурі використовувалися як гроші в работоргівлі.

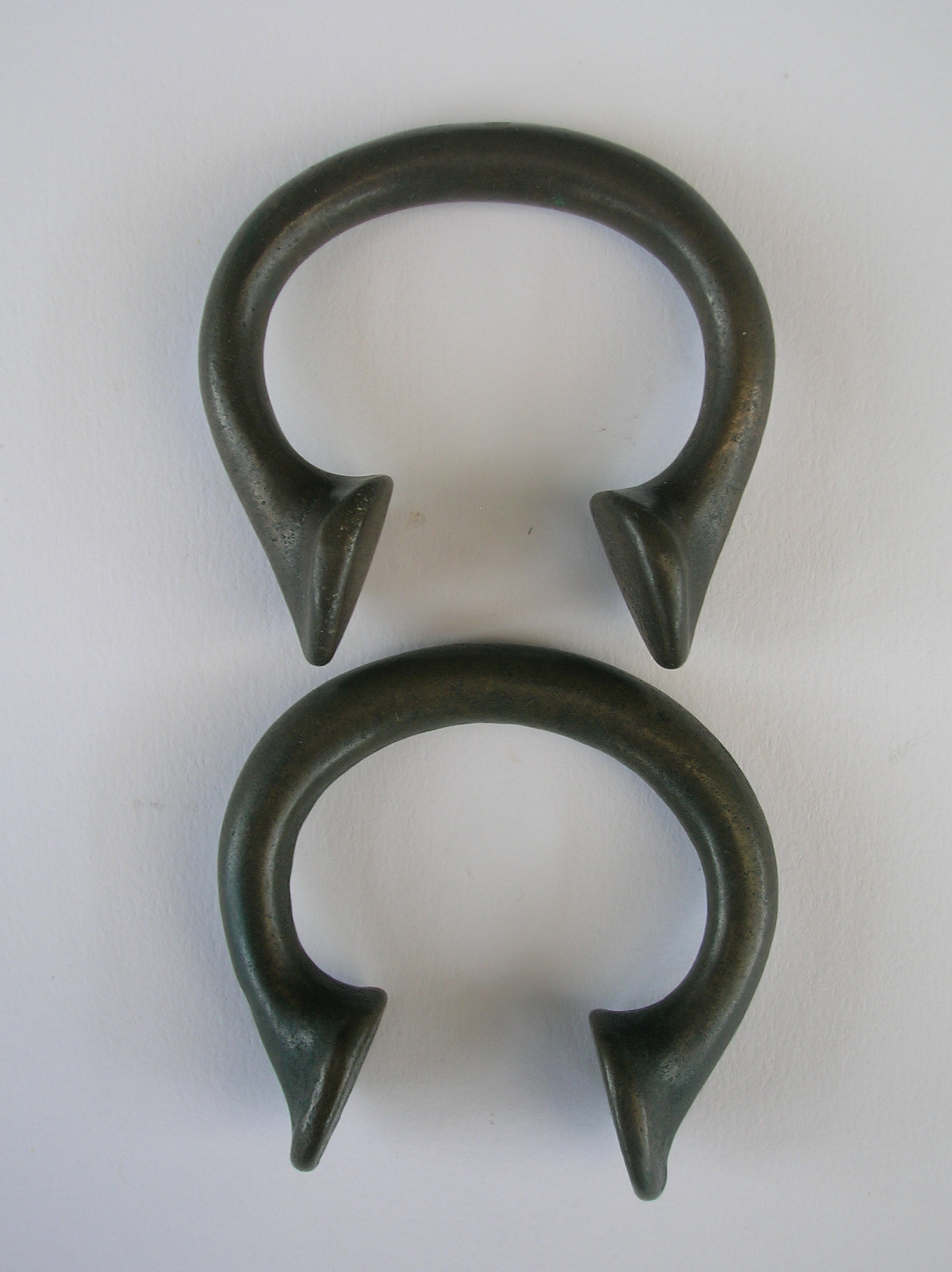
Дві дещо відмінні манілли Окпохо, що використовувалися для купівлі рабів за ціною приблизно 8-50 маніллів за раба

Серед аналітиків та науковців давно точаться дебати щодо руйнівного впливу работоргівлі. Часто стверджується, що работоргівля підривала місцеву економіку та політичну стабільність, оскільки життєво важливу робочу силу сіл відправляли за кордон, оскільки набіги рабів та громадянські війни стали звичайним явищем. Зі зростанням масштабів работоргівлі, зумовленої потребами Європи, поневолення ворога стало не стільки наслідком війни, скільки причиною для її початку. Стверджується, що работоргівля перешкоджала формуванню великих етнічних груп, спричиняючи етнічну фракційність і послаблюючи формування стабільних політичних структур у багатьох місцях. Також стверджується, що вона погіршила психічне здоров'я і соціальний розвиток африканського населення.
На противагу цим аргументам, Дж. Д. Фейдж стверджує, що рабство не мало повністю катастрофічного впливу на суспільства Африки. Раби були дорогим товаром, і торговці отримували великі гроші в обмін на кожного раба. На піку работоргівлі до Гвінеї відправлялися сотні тисяч мушкетів, величезна кількість тканини, пороху та металів. Більшість цих грошей було витрачено на вогнепальну зброю європейського виробництва (дуже низької якості) та промисловий спирт. Торгівля Африки з Європою на піку атлантичної работоргівлі, яка також включала значний експорт золота та слонової кістки, становила близько 3,5 мільйона фунтів стерлінгів на рік. Для порівняння, загальний обсяг торгівлі Королівства Велика Британія, економічної наддержави того часу, становив близько 14 мільйонів фунтів стерлінгів на рік за той самий період кінця XVIII століття. Як зазначав Патрік Меннінг, переважна більшість предметів, що обмінювалися на рабів, були звичайними, а не предметами розкоші. Текстиль, залізна руда, валюта та сіль були одними з найважливіших товарів, імпортованих в результаті работоргівлі, і ці товари поширювалися в усьому суспільстві, підвищуючи загальний рівень життя.
Хоча це питання є дискусійним, існує думка, що атлантична работоргівля зруйнувала африканську економіку. У ХІХ столітті країні йоруба економічна активність була найнижчою за всю історію, в той час як життя і майно забирали щодня, а нормальне життя було під загрозою через страх бути викраденим (Onwumah, Imhonopi, Adetunde, 2019).
Работоргівля в Африці також спричинила дезорганізацію політичних систем. Якщо говорити про дезорганізацію політичних систем, спричинену рабством в Африці, то захоплення і продаж мільйонів африканців до Америки та інших країн призвели до втрати багатьох кваліфікованих і талановитих людей, які відігравали важливу роль в африканських суспільствах.
Без цих людей африканські суспільства були дестабілізовані, а їхні політичні системи стали слабшими. Це призвело до нестабільності та громадянських конфліктів, а деякі суспільства взагалі розпалися. Крім того, работоргівля сприяла війнам і набігам, оскільки людей захоплювали і продавали конкуруючі етнічні групи.
Вплив работоргівлі на африканські політичні системи був далекосяжним і тривалим. Сьогодні багато африканських країн продовжують стикатися з політичною нестабільністю та слабким управлінням, причому деякі вчені вказують на спадщину рабства як на один із факторів, що цьому сприяє. Дослідження взаємозв'язку між кількістю експортованих рабів та поточним рівнем багатства показало, що райони, які найбільше постраждали від работоргівлі, сьогодні є одними з найбідніших, що свідчить про довготривалий негативний вплив работоргівлі, особливо на постраждалі регіони.

### Вплив на економіку Європи
Карл Маркс у своїй економічній історії капіталізму, стверджував, що «перетворення Африки на осередок для комерційного полювання на чорношкірих [тобто работоргівлі], сигналізувало про світлий світанок ери капіталістичного виробництва». Він стверджував, що работоргівля була частиною того, що він назвав «первісним накопиченням» європейського капіталу, некапіталістичним накопиченням багатства, яке передувало та створило фінансові умови для індустріалізації Західної Європи та появи капіталістичного способу виробництва.
Ерік Вільямс писав про внесок африканців на основі прибутків від работоргівлі та рабства, стверджуючи, що використання цих прибутків допомогло профінансувати індустріалізацію Британії. Він стверджує, що поневолення африканців було важливим елементом промислової революції, і що європейське багатство частково було результатом рабства, але до моменту його скасування воно втратило свою прибутковість, і в економічних інтересах різних європейських урядів було заборонити його. Джозеф Інікорі писав, що рабство в Британській Вест-Індії було більш прибутковим, ніж вважають критики Вільямса.
Інші дослідники та історики рішуче заперечують те, що в академічних колах називають «тезою Вільямса»: Девід Річардсон дійшов висновку, що прибутки від британської работоргівлі та рабства становили менше 1 % внутрішніх інвестицій у Великій Британії, а історик економіки Стенлі Енгерман зазначає, що навіть без віднімання пов'язаних з работоргівлею витрат (наприклад, транспортні витрати, смертність рабів, смертність європейців в Африці, витрати на оборону) або реінвестування прибутків назад у работоргівлю, загальний прибуток від работоргівлі та вест-індійських плантацій становив менше 5 % британської економіки протягом будь-якого року промислової революції. Історик Річард Парес у статті, написаній до виходу книги Вільямса, відкидає вплив багатства, отриманого на плантаціях Вест-Індії, на фінансування промислової революції, стверджуючи, що будь-який суттєвий потік інвестицій з прибутків Вест-Індії в промисловість відбувся після емансипації, а не до.
Фіндлі та О'Рурк зазначають, що цифри, наведені О'Брайеном (1982) на підтвердження його твердження, що «периферія залишалася периферією», свідчать про протилежне: прибутки з периферії у 1784—1786 роках становили 5,66 мільйона фунтів стерлінгів, тоді як загальний обсяг валових інвестицій у британську економіку становив 10,30 мільйона фунтів стерлінгів, і аналогічні пропорції були у 1824—1826 роках. Вони зазначають, що відкидання прибутків від поневолення людей через те, що вони становили «малу частку національного доходу», може бути використано для того, щоб стверджувати, що промислової революції не було, оскільки сучасна промисловість забезпечує лише малу частку національного доходу, і що помилково припускати, що малий розмір тотожний малому значенню. Фіндлі та О'Рурк також зазначають, що частка американських експортних товарів, вироблених поневоленими людьми, зросла з 54 % між 1501 і 1550 роками до 82,5 % між 1761 і 1780 роками.
Сеймур Дрешер та Роберт Ансті стверджують, що работоргівля залишалася прибутковою до її скасування завдяки інноваціям у сільському господарстві, і що головною причиною скасування работоргівлі були моралістичні реформи, а не економічні стимули.
Подібні дебати відбулися й щодо інших європейських країн. Стверджується, що французька работоргівля була більш прибутковою, ніж альтернативні внутрішні інвестиції, і, ймовірно, сприяла накопиченню капіталу до промислової революції та наполеонівських війн.

### Спадщина расизму
Маулана Каренга описує наслідки атлантичної работоргівлі для африканських бранців: «Морально жахливе руйнування людських можливостей включало в себе переосмислення африканської людськості для світу, отруєння минулих, теперішніх і майбутніх відносин з іншими, які сприймають нас тільки через ці стереотипи, і, таким чином, завдаючи шкоди справді людським стосункам між людьми сьогодні». Він каже, що це було знищенням культури, мови, релігії та людських можливостей.

## Додаткова інформація
- Faragher, John Mack; Buhle, Mari Jo; Czitrom, Daniel; Armitage, Susan (2004). Out of Many. Pearson Prentice Hall. ISBN 978-0-13-182431-7.
- Hurston, Zora Neale (1927). Cudjo's Own Story of the Last African Slaver. Eastford, CT: Martino Fine Books.
- Klein, Martin A. (2009). The Study of Slavery in Africa, Journal of African History. Vol. 19. No. 4. Cambridge University Press.
- Lecocq, Bas, and Eric Komlavi Hahonou (2015). Exploring Post-Slavery in Contemporary Africa, The International Journal of African History Studies. Vol 48. No. 2. Boston University African Study Center.
- Newton, John (1788). Thoughts Upon the African Slave Trade. London: J. Buckland and J. Johnson.
- Reynolds, Edward (1985). Stand the Storm: A History of the Atlantic Slave Trade. London: Allison and Busby.
- Savage, Elizabeth, ред. (1992). The Human Commodity: Perspectives on the Trans-Saharan Slave Trade. London: F. Cass.
- The Slave Trade of East Africa. London: Church Missionary Society. 1869.
- Sparks, Randy J. (2014). Where the Negroes are Masters: An African Port in the Era of the Slave Trade. Harvard University Press. ISBN 978-0-674-72487-7.